# Vakhtang V
Vous lisez un « bon article » labellisé en 2020.
Vakhtang V (né en 1618 et mort en septembre 1676 à Khoskaro ; en géorgien ვახტანგ V), aussi connu comme Chah Navaz Khan (en persan : شاه نواز خان) est un monarque du royaume géorgien de Karthli, un prince de Moukhran sous les noms de Vakhtang II et Bakhouta Beg, et un homme politique de la Perse séfévide de la dynastie des Bagration de Moukhran. Il est le premier roi de Karthli représentant la branche cadette des Bagrations de Moukhran, une lignée qui dirige Tbilissi jusqu'en 1746. Il est également l'ancêtre paternel de monarques de Kakhétie et d'Iméréthie et de nombreux princes russo-géorgiens, dont Piotr Ivanovitch Bagration.
Né dans la maison princière qui domine le Moukhran, en Géorgie centrale, depuis le début du XVIe siècle, il est le fils aîné du prince Bagrat II. Vakhtang V ne succède pas à son père quand celui-ci meurt en 1625, mais vers 1634 lors de l'invasion persane. Allié du gouvernement pro-persan de Tbilissi, il est nommé héritier par le roi sans enfant Rostom Khan en 1653 et doit se convertir à l'islam avant de devenir administrateur du royaume de Karthli. Durant ses cinq ans de régence, il tente en vain de s'allier avec la puissante noblesse géorgienne, qui n'est unie que par Rostom. Cette noblesse se rebelle dès son accession au trône en 1659.
Il règne comme un monarque du royaume chrétien de Karthli, mais n'est reconnu sur la scène internationale que comme un wali de la Perse séfévide. Celle-ci influence largement la politique interne et extérieure de Vakhtang V, causant l'insurrection sanglante de Bakhtrioni de 1660 qui voit Vakhtang prendre possession complète de la Kakhétie. Il soumet également la Géorgie occidentale en envahissant l'Iméréthie et la Mingrélie, devenant le premier roi géorgien à contrôler la totalité des États géorgiens depuis le XVe siècle, avant de devoir renoncer à ses ambitions d'unifier la Géorgie pour éviter un conflit entre la Perse et l'Empire ottoman.
Vakhtang V connaît de nombreux ennemis durant son règne, dont les ducs Zaal et Otar d'Aragvi, organisateurs de nombreuses révoltes, et fait de son mieux pour centraliser le royaume et réduire l'autonomie de la noblesse. Devant affronter le prince Héraclius Bagration en Kakhétie au moins trois fois, il contrôle cette province en faisant de son fils Artchil le roi de Kakhétie, et en s'engageant dans une large politique de renaissance culturelle, économique et démographique. Le roi connaît sa chute finale quand la concentration de son pouvoir cause le mécontentement du nouveau chah Soleïman Ier, qui le convoque en Perse. C'est durant ce voyage que Vakhtang V meurt, en 1676.

## Biographie

### Jeunesse

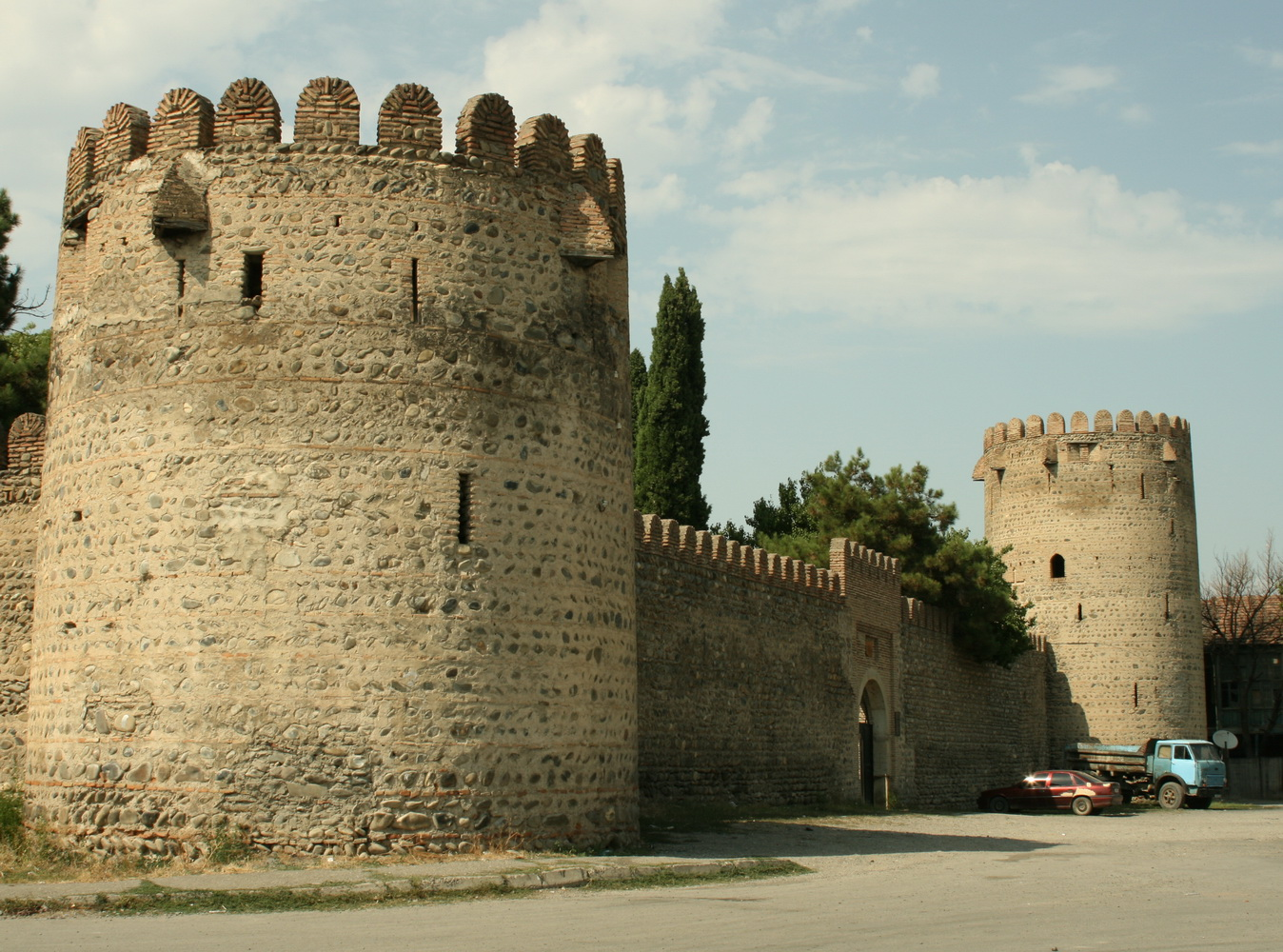
Vakhtang passe sa jeunesse dans la forteresse de Moukhran, résidence de son père.

Vakhtang Bagration est né vers 1618. Fils aîné du prince Bagrat II, qui règne sur la principauté de Moukhran depuis 1580, et de son épouse, la princesse Anne Sidamoni, il descend d'une branche cadette de la dynastie des Bagratides qui gouverne une province de Karthli intérieure depuis le début du XVIe siècle. Dès sa jeunesse, Vakhtang est éduqué comme héritier au trône d'une principauté puissante et vers l'âge de 5 ans, sa famille commence son entraînement dans les arts militaires.
Son père devient bientôt un des dirigeants de la révolte chrétienne contre la Perse séfévide, qui occupe alors les royaumes de Karthli et de Kakhétie et, en 1623, il est nommé régent de Karthli par les nobles géorgiens du nord du royaume. Toutefois, il est tué lors d'une bataille en 1625, quand Vakhtang n'a que 7 ans et l'apanage de Moukhran revient au frère de Bagrat II, Kaïkhosro. Celui-ci est à son tour vaincu lors de l'invasion de la Karthli par le roi Teïmouraz Ier de Kakhétie en 1627 et s'exile dans l'Empire ottoman, tandis que son épouse et ses neveux, dont Vakhtang, se réfugient en Iméréthie auprès de la cour du roi Georges III.
Après l'échec face à Teïmouraz Ier d'une tentative par la famille exilée de reprendre ses domaines, la principauté de Moukhran tombe aux mains du prince David de Kakhétie. Cependant, la région entière est le théâtre d'un conflit civil entre les partis pro-séfévide et chrétien ; le Moukhran se retrouve en plein centre du conflit, tout en étant administré par le duché d'Aragvi. À la suite de la mort du chah Abbas Ier le Grand en 1629, le parti pro-persan se divise et le roi Simon II de Karthli confisque le Moukhran au duc Zourab Ier d'Aragvi et invite le jeune Vakhtang, alors âgé de 11 ans, à diriger la principauté en tant que Vakhtang II de Moukhran. Quelques mois plus tard, Simon II est tué par le duc d'Aragvi, Teïmouraz de Kakhétie reprend possession de la Karthli et le sort du Moukhran et de Vakhtang devient incertain.
En 1634, le prince Vakhtang, dont le statut exact est inconnu mais qui reste l'un des nobles les plus influents en Géorgie centrale, est le premier prince à offrir son allégeance au général perso-géorgien Rostom Khan, qui envahit la Karthli avec des troupes séfévides. Vakhtang rencontre Rostom à Khounan, en Perse, et son arrivée encourage le clan des Baratiani à suivre de même le général. À Tbilissi, Rostom est proclamé roi de Karthli, vassal de la Perse, et les rebelles sont vaincus.

### Prince de Moukhran

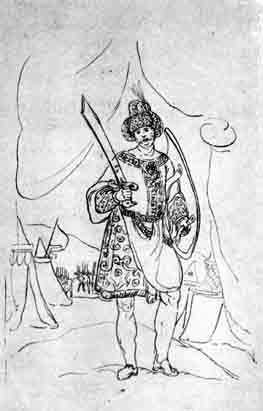
Bakhouta Beg a une relation compliquée avec le roi Rostom Khan dans les années 1630.

L'arrivée au pouvoir de Rostom Khan solidifie le pouvoir de Vakhtang II sur le Moukhran, qui gouverne avec le nom musulman de Bakhouta Beg. En 1635, il se positionne comme négociateur lors des pourparlers entre le gouvernement central et le rebelle duc David d'Aragvi, son oncle maternel, et accueille à Moukhran le roi, ses troupes et le duc. Ces négociations échouent et David d'Aragvi est assassiné dans la forteresse de Vakhtang par les gardes de Rostom Khan, qui utilise le Moukhran comme base pour envahir la province aragvienne de Doucheti.
Cet épisode change la dynamique des relations entre Vakhtang et Tbilissi. La même année, Teïmouraz de Kakhétie, en exil en Iméréthie, retourne dans son ancien royaume avec l'aide du prince de Moukhran. Ce dernier, accompagné du prince Iotam Amilakhvari, lui rend visite en Kakhétie afin de planifier une invasion de la Karthli. À la suite de l'échec de Rostom Khan d'obtenir des renforcements persans, Teïmouraz entre en Karthli et forme une alliance avec Vakhtang II et le duché de Ksani, avant d’assiéger Gori avec les troupes moukhraniennes. Le siège nocturnal échoue et Vakhtang et Teïmouraz se retirent dans les villages d'Ikorta et Artsevi, au sein du duché de Ksani. Ensemble, ils se regroupent et attaquent à nouveau Gori mais sont vaincus par Rostom Khan lors d'une bataille sanglante. Ce dernier dévaste le Moukhran, tandis que Vakhtang II se réfugie à Saeristo.

La défaite de Vakhtang l'oblige à retourner dans la sphère d'influence de Rostom. En 1638, il avertit le monarque d'une invasion imminente de Teïmouraz, à la suite de quoi le roi envoie le catholicos géorgien Evdemon pour convaincre Teïmouraz de retourner en Kakhétie. Deux ans plus tard, un autre projet d'invasion gagne le soutien du duc Zaal d'Aragvi et de Iotam Amilakhvari, qui réunissent leurs forces à Akhalgori. Le 24 décembre 1640, Rostom Khan envoie une dépêche au prince Vakhtang demandant l'aide des troupes de Moukhran, avant de lui envoyer une nouvelle lettre dans la nuit du 24 au 25 décembre disant : 
« Nous arrivons avec beaucoup de monde, venez aussi nous joindre avec vos gens en bon état, afin que Dieu aidant, nous attaquions sans attendre le point du jour. »
Rostom débarque à Moukhran la nuit même et y est accueilli par Vakhtang II. Dans la matinée du 25 décembre, les forces unies se précipitent sur Akhalgori, prenant par surprise les rebelles qui participent à la messe de Noël. Durant la bataille, Vakhtang se distingue comme un combattant remarquable, tandis que les nobles révoltés subissent une grande défaite. À la suite de la bataille, Rostom, Vakhtang et leurs troupes mangent ensemble le repas de Noël préparé pour les vaincus.
Au printemps de 1642, Rostom Khan lance une invasion de la Kakhétie avec ses troupes iraniennes. Vakhtang et ses forces moukhraniennes sont envoyés pour capturer Teïmouraz en Tianeti et l'affrontent lors de la bataille d'Oughlissi. Les soldats de Vakhtang tuent le général kakhétien Revaz Tcholoqachvili, obligeant Teïmouraz à fuir le champ de bataille et à se réfugier en Kakhétie orientale, où il est poursuivi par Rostom.

### Héritier de Rostom

#### Nomination

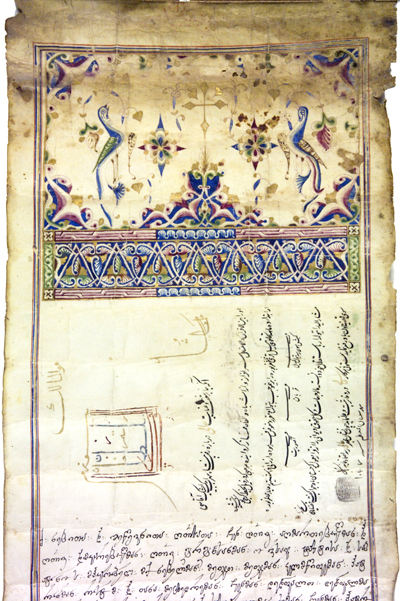
Document royal (persan et géorgien) de 1657.

Rostom n'ayant pas de fils légitime, il adopte le prince Louarsab Bagration comme héritier. Toutefois, ce dernier meurt dans des circonstances mystérieuses lors d'une chasse en 1652, un événement qui est largement considéré par la cour persane comme étant un assassinat politique. Ces rumeurs poussent le prince Vakhtang Rostom Mirza, frère cadet de Louarsab et seigneur de Qazmin, à refuser l'offre de succéder à son frère comme fils adoptif du roi, craignant un sort similaire (Vakhtang Rostom Mirza meurt par ailleurs la même année). C'est alors que Rostom s'accorde à nommer l'ambitieux Bakhouta Beg (Vakhtang II de Moukhran) comme son fils adoptif et héritier au trône.
Pharsadan Guiorguidjanidzé, un conseiller proche du roi Rostom, est envoyé à la cour du chah Abbas II pour demander sa permission au sujet de l'adoption de Vakhtang. Ce voyage est documenté dans le Series regnum Iberiae d'Henri Brenner. En réponse, le chah réclame une peinture du prince de Moukhran, qu'il reçoit deux semaines plus tard et qui l'encourage à prendre sa décision. À la suite de la confirmation du chah, Vakhtang est officiellement adopté en 1653 et est envoyé à son tour en Perse, où il est accueilli honorablement par le chah. C'est durant son séjour que la délégation diplomatique géorgienne, menée par Guiorguidjanidzé, informe le chah de la mort de Vakhtang Rostom Mirza et demande formellement la reconnaissance de Bakhouta Beg comme héritier au trône. À Ispahan, Vakhtang se convertit à l'islam et adopte le nom de Chah Navaz Khan, traduit en « monarque des plaisirs » ou « aimé du chah ».
En Perse, il est nommé gouverneur d'Ispahan et de Guilan, avant de retourner en Géorgie. De retour, il commence à se faire nommer fils de Rostom dans les documents officiels et, tandis qu'il se fait appeler Chah Navaz Khan dans les décrets royaux, il préserve sa nomenclature de Vakhtang afin de gagner le soutien des chrétiens de Karthli. Les servants de Rostom et ceux de la reine Mariam sont contraints de prêter allégeance au nouveau prince héritier et il reçoit en apanage une série de villages en Savakhtaago.

#### Intervention en Iméréthie
À Tbilissi, le roi, âgé de 86 ans, porte sa confiance envers son nouveau fils adoptif, une distinction dont ne bénéficiait guère le prince Louarsab. Il nomme Chah Navaz Khan administrateur de Karthli, le chargeant de la gouvernance quotidienne du royaume, ainsi que chef des forces armées de Karthli.
Depuis 1623, une guerre destructive oppose le royaume d'Iméréthie à la principauté de Mingrélie en Géorgie occidentale et le roi Rostom offre son soutien logistique aux Mingréliens. En 1658, il nomme Vakhtang général avec la tâche de mener une expédition militaire en Iméréthie à la suite du renversement de la situation et le nouvel avantage stratégique de l'Iméréthie qui apparaît avec la mort de Léon II de Mingrélie. Parallèlement, le roi tombe malade, obligeant Vakhtang d'accepter plus de responsabilités sur la gouvernance de la Karthli.

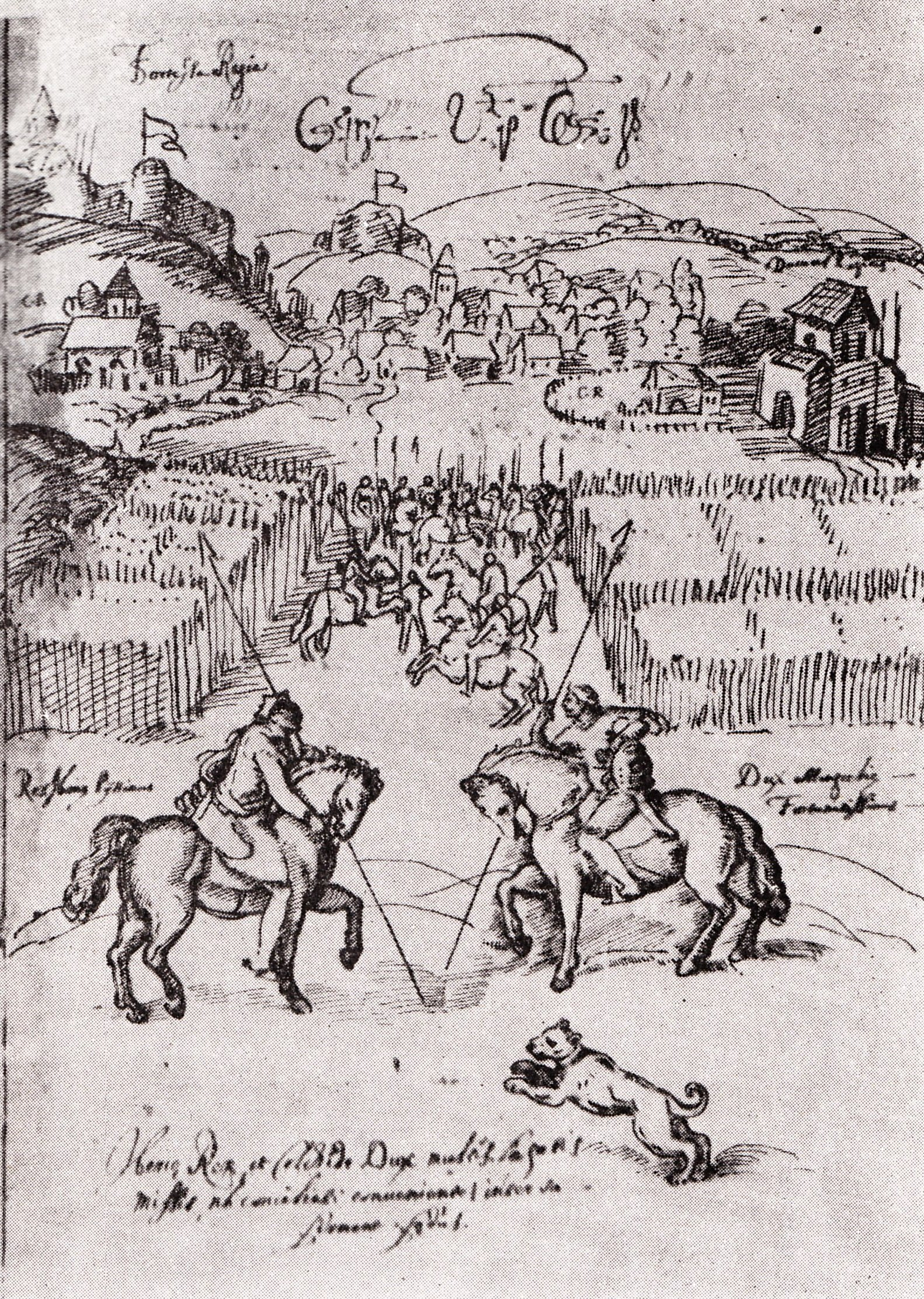
Scène de la guerre d'Iméréthie.

Vakhtang est accompagné dans sa campagne par le duc Zaal d'Aragvi. Ensemble et avec l'aide des forces de l'Eyalet ottoman de Tchildir, ils affrontent les forces d'Alexandre III d'Iméréthie lors d'une courte bataille, mais sont vaincus et sont contraints de se retirer dans la forêt de Somaneti. Un désaccord stratégique entre Vakhtang et Zaal se déroule alors, selon le témoignage de l'envoyé royal Pharsadan, qui rend visite au camp militaire afin de recevoir la signature des deux hommes sur une lettre de soumission envers le chah Abbas II. Durant cette visite, Vakhtang et Pharsadan discutent des affaires d'État et l'héritier tente de convaincre qu'une victoire militaire est possible si les troupes de Zaal restent au front, tandis que Zaal soumet une plainte officielle à l'envoyé au sujet de l'aventurisme de Vakhtang.
Le départ immédiat des troupes d'Aragvi force Vakhtang à reconsidérer sa stratégie et à retourner en Karthli. Moins d'un an plus tard, l'Iméréthie sort vainqueur du conflit.

#### Conflit avec Zaal
Afin d'éviter un conflit avec la noblesse, Vakhtang tente de s'allier avec les puissants Zaal d'Aragvi et Nodar Tsitsichvili. Ainsi, il donne sa fille aînée en mariage à Zourab Sidamoni, fils de Zaal, et arrange l'alliance entre la fille de Tsitsichvili et son fils Artchil. Mais ces unions ne parviennent pas à atténuer le désaccord entre les nobles et l'héritier et Zaal engage les seigneurs de Kakhétie à s'opposer à Vakhtang lorsque le vieux roi Rostom tombe malade. Le conseiller royal Pharsadan Guiorguidjanidzé, Baïndour Toumanichvili et le délégué persan Mohamed Zemena sont chargés de négocier, en vain, entre les deux camps.

Pharsadan se rappelle d'une correspondance entre Vakhtang et le duc d'Aragvi : 
« Vakhtang : D'abord et dans l'origine, tu as convoité ma principauté ; maintenant quels torts ai-je eus envers toi, pour que tu sois si mal disposé a mon égard? J'ai donné ma fille a ton fils et suis disposé a t'offrir tel domaine que tu designeras.

Zaal d'Aragvi : Lorsque nous l'avons choisi pour maître, et qu'il a donné sa fille a mon fils Zourab, en demandant pour son fils Artchil celle de Nodar, il a mis entre nous un ennemi. Mais Thourman et celui de Tiflis vivent encore. Nous lui avons décerné la royaute de Karthli, et celle de Kakhétie m'a été réservée. Du reste je lui ai juré maintefois qu'après le roi Rostom je ne me soumettrai plus au maitre du Karthli. Si cela te convient, soit ; sinon, c'est une autre affaire. »

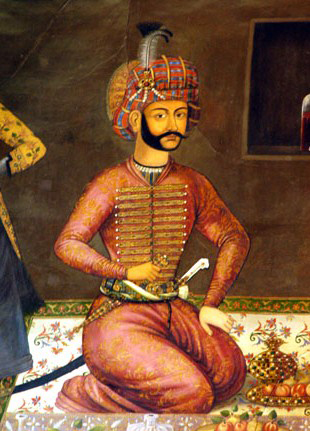
C'est Abbas II qui règne sur la Perse lors de l'ascension de Vakhtang.

Rostom, sur son lit de mort, offre un compromis. Il lègue à son fils adoptif le titre de roi et la domination de la Karthli et divise la Kakhétie entre le contrôle des Persans et les États d'Ertso et de Tianeti pour Zaal d'Aragvi. Cet accord n'achève toutefois pas le conflit, qui mène à des rumeurs sur la mort de Rostom. Le chah Abbas II, pour inspecter la situation, envoie le diplomate Mahmoud Beg, qui retourne en Perse et informe le monarque de la situation tendue en Géorgie, à la surprise de la cour d'Ispahan, convaincue de l'amitié entre Vakhtang et Zaal.
La santé de Rostom s'aggravant, Vakhtang fait envoyer une dépêche en Perse afin d'assurer l'implication du chah dans la succession royale. Il prend en charge la direction du royaume avant que le 17 novembre 1658, Rostom meure à l'âge avancé de 91 ans. La délégation persane invitée par Vakhtang n'arrive que peu de temps après la mort et s'assure de sécuriser les richesses de Rostom et de la reine Mariam au sein de la citadelle de Tbilissi avant l'arrivée de Vakhtang, alors en déplacement.

#### Ascension
Tandis que la mort de Rostom assure théoriquement l'ascension de Vakhtang au trône de Karthli, l'envoyé du chah Abbas II ne le reconnaît pas immédiatement comme monarque, le traitant tout d'abord comme l'administrateur par intérim du royaume. Cette retenue est probablement liée à la puissance de Zaal d'Aragvi, qui menace d'entrer en conflit. Ce dernier tente à son tour de se faire proclamer roi en débarquant à Avlabari, juste au-dehors de Tbilissi, mais voyant la force des troupes centrales, il se réfugie dans ses domaines en Doucheti, tout en refusant de se soumettre à Vakhtang.
Le 1er janvier 1659, la Perse reconnaît officiellement Vakhtang comme monarque de Karthli, autorisant son couronnement comme roi à Mtskheta d'après l'ancienne tradition orthodoxe géorgienne. Pour son couronnement, il reçoit de la part du chah une couronne, une aigrette, une épée à base de diamants, un cheval et des armes. Il devient alors Chah Navaz Khan, ou Vakhtang V, « Roi des rois, maître, possesseur et souverain des Abkhazes, Kartveliens, Raniens, Kakhétiens et Arméniens, Chirvanchah et Chahanchah jusqu'aux limites de l'Est et du Nord ».
Le sort de Mariam Dadiani, reine douairière de Karthli et veuve de Rostom, n'est pas immédiatement clair. Ayant peur de se faire déporter en Iran pour rejoindre le harem du chah, elle lui envoie d'abord une mèche de ses cheveux blancs pour démontrer son âge avancé, tout en se montrant son visage le plus possible en public. Le chah oblige alors Vakhtang V de l'épouser afin qu'elle puisse rester en Géorgie. Vakhtang, alors marié à sa première femme Rodam Qaphlanichvili, une femme d'une « beauté rare », est obligé de la divorcer (ou, selon certaines sources, de la destituer comme épouse secondaire d'après la tradition persane) afin d'épouser Mariam. Malgré l'opposition originale de Vakhtang V, celui-ci est contraint d'accepter à la suite de la pression des délégués de Perse.

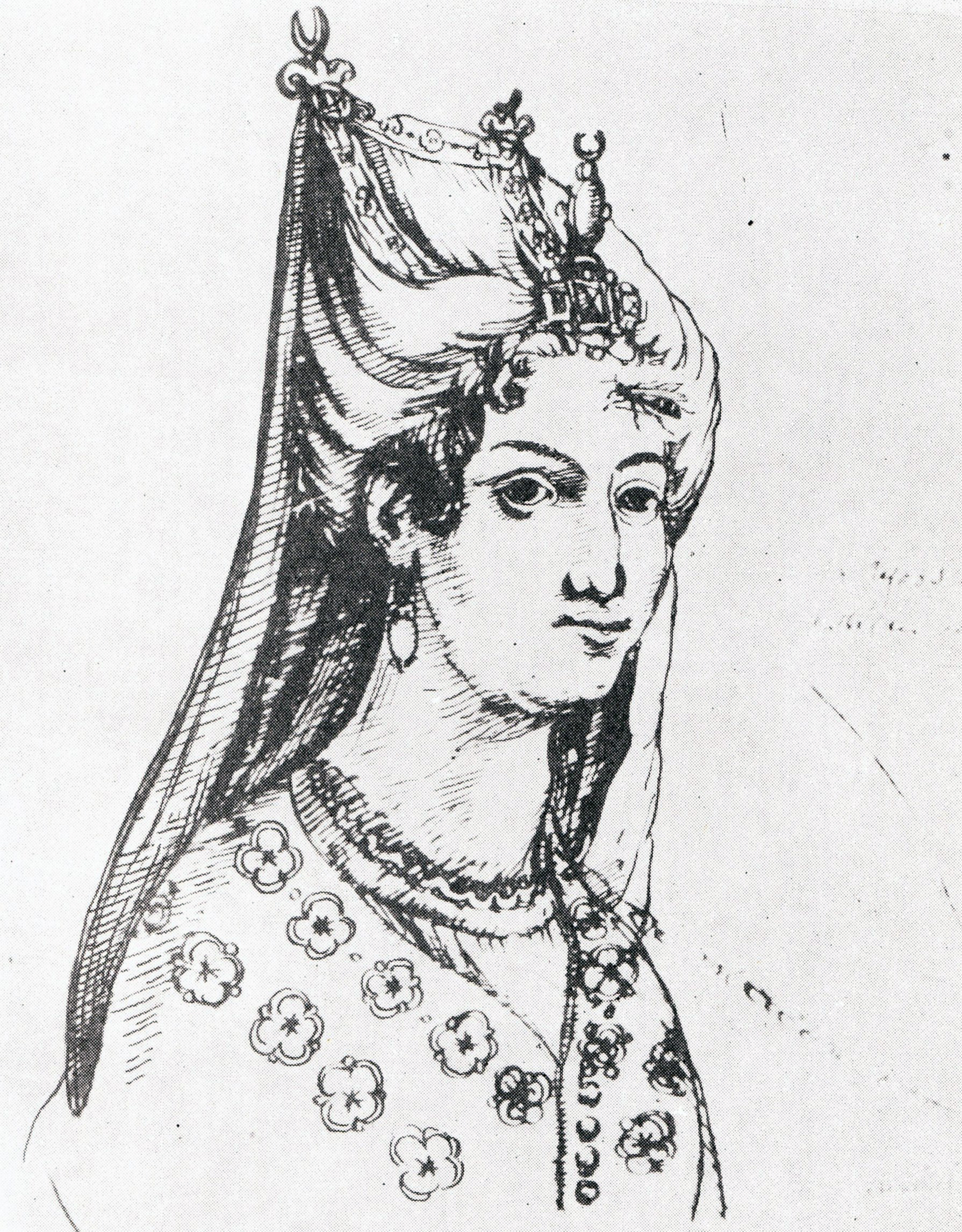
Portrait de la reine Mariam Dadiani.

En formalité, Vakhtang envoie un émissaire auprès de Léon II de Mingrélie, frère de la reine, pour approuver les noces. Celui-ci offre un trône d'or et des gemmes à Mariam. Le mariage prend place en mi-février 1659 lors d'une cérémonie qui dure une semaine. Après la célébration, la reine envoie une de ses dames en présent à Simon Gourieli, ancien prince de Gourie et premier époux de Mariam, et quatre dames au chah Abbas II pour le remercier de lui avoir accordé le droit de rester en Géorgie. Mariam préserve une certaine relation avec Simon Gourieli jusqu'à la mort de ce dernier en 1672, causant la jalousie de Vakhtang V.

### Règne

#### Vassal de la Perse
Tout comme son père adoptif, le statut de Vakhtang V en tant que monarque indépendant reste le sujet de débat. En Géorgie, il est couronné dans les rites orthodoxes géorgiens et préserve son nom de Vakhtang V, roi de Karthli, pour la population chrétienne, un niveau d'autonomie généralement inacceptable pour Ispahan. Toutefois, les documents persans contemporains font de lui Chah Navaz Khan, Wali de Gourdjistan (« gouverneur de Géorgie »), faisant de lui un dignitaire de l'empire perse gouvernant une province persane. Un peu plus d'un siècle plus tard, le roi Georges XII utilisera en vain ce système confédéral d'une monarchie au sein d'un empire comme exemple d'une possible intégration au sein de la Russie impériale.
Un vassal qui gouverne, selon le prince Vakhoucht Bagration, « bien » selon les intérêts des Séfévides, il devient rapidement l'une des personnalités politiques les plus influentes de Perse. Kalistrat Salia fait de Vakhtang V le troisième homme le plus important en Perse, derrière le chah et son vizir. Cette position autorise la haute classe géorgienne à devenir puissante dans la capitale persane, entamant une ère d'influence géorgienne à Ispahan sous la dynastie des Bagrations de Moukhran. La famille royale devient membre de la haute cour impériale. Un chiite, Vakhtang V et sa cour prennent souvent part dans les intrigues religieuses d'Ispahan.
Cette relation proche entre Tbilissi et Ispahan se déroule toutefois dans le cadre d'un large contrôle des autorités persanes en Géorgie orientale. Dès 1659, le chah Abbas II nomme Mourtouz Ali Khan comme gouverneur de la Kakhétie, tandis que le général perso-géorgien Allahverdi Khan chargé d'une mission pour installer 15 000 (ou 1 500 selon certaines sources) familles azerbaïdjanaises en Kakhétie et y construire trois bases militaires persanes. Parallèlement, les autorités persanes de Transcaucasie relocalisent 50 000 familles musulmanes d'Azerbaïdjan et du Karabakh en Karthli. Le royaume de Vakhtang V est quant à lui divisé en six territoires, dont quatre sont mis sous la supervision de Mourteza Qouli Khan, beylerbey de Karabakh, et deux, sous celle d'Ali Qouli Khan Kankerlou, gouverneur du Nakhitchevan. Ces derniers gouvernent directement sur les familles musulmanes locales, mais une telle séparation mène à de nombreuses tensions entre les communautés chrétiennes et musulmanes, tensions qui sont parfois violentes. Ali Qouli Khan Kankerlou mène lui-même une expédition militaire contre les Touchétiens chrétiens, dans les domaines de Vakhtang V.

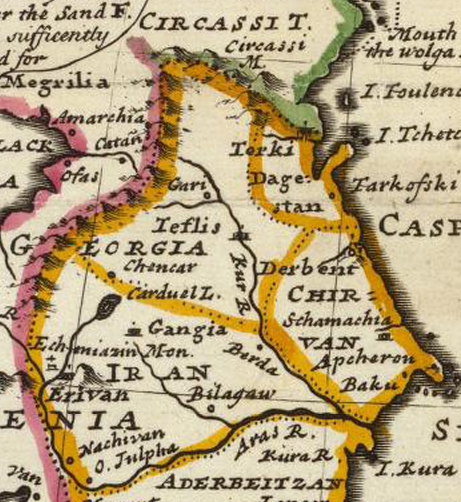
Ancienne carte de la Transcaucasie séfévide.

Tandis que Vakhtang préserve son droit royal de nommer chaque héritier des familles nobles, il est contraint de recevoir l'autorisation des autorités persanes lors de telles nominations. Les Perses tentent également de préserver la paix interne, comme le montre la nomination par Abbas II du diplomate Safiqoli Khan pour négocier la paix entre le roi et Zaal d'Aragvi, des négociations qui aboutissent en une trêve temporaire avec la visite de Zaal à la cour d'Ispahan. En 1660, il est contraint d'envoyer sa jeune fille Anouka en Perse pour épouser Abbas II.

#### Insurrection de Bakhtrioni
L'intense islamisation de la Kakhétie ne fait que s'accentuer quand les gouverneurs séfévides de Transcaucasie lancent un programme de colonisation de 95 000 familles turcomanes à travers la Géorgie orientale. Ce changement de la population locale mène à une tension croissante entre les Géorgiens chrétiens et les Turcomans musulmans, qui culmine avec le viol en 1659 d'un prêtre géorgien par une bande de maraudeurs turcomans. Parallèlement, les autorités iraniennes prennent possession des villes d'Alaverdi et de Bakhtrioni et les garnisonnent avec des troupes turcomanes qui encouragent de nombreux raids par les Lezghiens de Ciscaucasie sur les communautés géorgiennes de Kakhétie orientale.
Une large insurrection est lancée par une alliance des tribus montagnardes de Kakhétie. Celle-ci est menée par Zaal d'Aragvi, l'ennemi de Vakhtang V et jusqu'à ce moment loyal à la Perse. Il est rejoint par Chalva Kvenipneveli, duc de Ksani, son frère et Bidzina Tcholoqachvili, un proche allié de l'ancien roi Teïmouraz Ier de Kakhétie. Ensemble, les rebelles capturent Bakhtrioni et Alaverdi et exterminent les troupes turcomanes en été 1660. La défaite musulmane oblige Ispahan à remplacer le gouverneur de Kakhétie Selim Khan par Mourtouz Ali Khan, qui est chargé de vaincre l'insurrection mais aussi de temporairement mettre un terme à la colonisation controversielle des territoires géorgiens.
C'est à l'arrivée de Mourtouz Ali Khan avec une large armée azerbaïdjanaise que les insurgés arrêtent leur avancement. Le gouverneur reprend contrôle d'une large partie de la Kakhétie, mais ne parvient pas à capturer Zaal d'Aragvi et Vakhtang V est chargé de mettre un terme à la rébellion. Le dimanche 13 mai 1661,, Vakhtang, accompagné du neveu de Zaal, Otar Sidamoni (également fils de la sœur de Vakhtang), rencontre le duc d'Aragvi à Doucheti, sous le prétexte d'entamer des négociations. Durant leur rencontre, toutefois, Otar Sidamoni assassine Zaal, mettant une fin permanente au conflit entre le noble récalcitrant et le monarque géorgien.

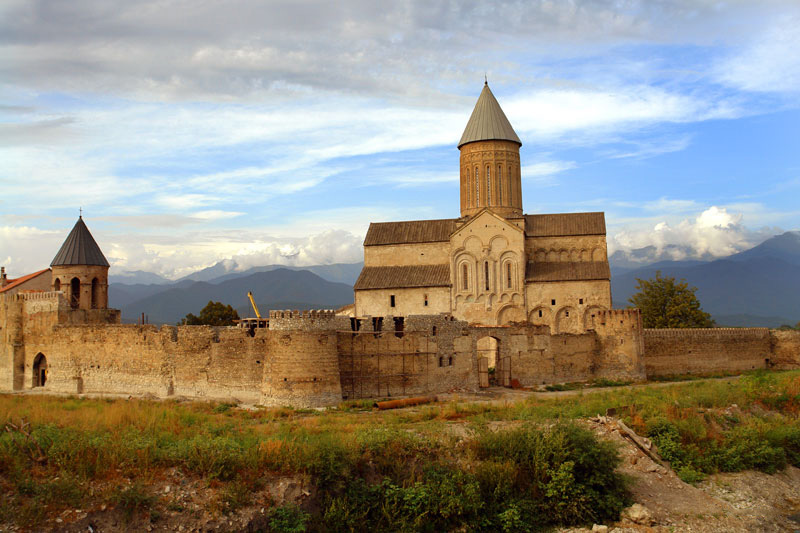
Alaverdi, l'un des champs de bataille de l'Insurrection de Bakhtrioni.

Les fils de Zaal s'enfuient vers le Samtskhé pour rejoindre l'empire ottoman mais sont interceptés par une force royale près du lac Tbis Qouri en Djavakhétie et sont envoyés en otages auprès de la cour du chah. Bidzina Tcholoqachvili et les frères Kvenipneveli, craignant leur sort aux mains de Vakhtang V, demandent grâce à Mourtouz Ali Khan, mais celui-ci les emprisonne et les envoie de même auprès d'Abbas II, qui les fait exécuter. Le roi présente un rapport détaillé de la rébellion et de ses actions au chah. Les neveux de Zaal (autres qu'Otar et ses deux frères) sont exécutés sur ordre du roi.
Le pouvoir de Vakhtang est finalement consolidé après cette victoire. Il reçoit l'autorisation d'Ispahan d'annexer la Kakhétie septentrionale dans ses domaines, le but de la Perse étant de préserver la Kakhétie sous la direction d'un gouverneur pro-persan, et nomme Otar Sidamoni comme nouveau duc d'Aragvi. Le duché de Ksani est offert à Jessé Kvenipneveli, qui était resté neutre durant l'insurrection. Les frères d'Otar sont également promus, Edichère Sidamoni devenant le Premier Juge du Royaume et Jason Sidamoni responsable de la Maison de la Reine. Vakhtang V utilise les résultats de la crise pour consolider son pouvoir : il obtient de la Perse la liberté de remplacer tout noble n'acceptant pas son règne et, centralisant son mandat, forme un royaume autocratique, pour la première fois depuis la chute du royaume uni de Géorgie au XVe siècle.

#### Prise de la Géorgie occidentale

##### Alliance puis conflit avec la Mingrélie
Depuis son aventure militaire en Géorgie occidentale en tant que général en 1658, Vakhtang porte ses yeux sur le royaume d'Iméréthie, un État géorgien dirigé par une branche cadette des Bagrations, sous la suzeraineté des Ottomans et en conflit sévère depuis les années 1620. Dès son arrivée au trône, il agit sur ses ambitions et désigne un plan d'invasion de l'Iméréthie quand, en mars 1660, le roi Alexandre III d'Iméréthie meurt et est remplacé par Bagrat V, largement vu comme incompétent par la noblesse locale. Avec ses troupes, il se positionne dans le village frontalier de Phtsa pour lancer une expédition militaire, mais est contraint d'abandonner la mission avec le commencement de l'insurrection de Bakhtrioni.

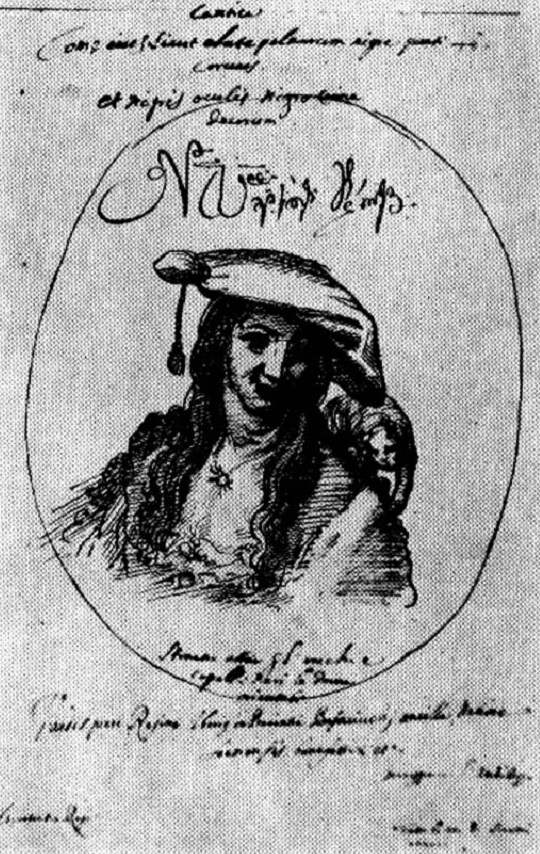
Daredjan, la douairière d'Iméréthie.

En septembre 1660, la reine douairière d'Iméréthie Daredjan organise un coup d'État contre son beau-fils Bagrat V, qui est aveuglé et déposé en faveur de son amant, Vakhtang Tchoutchounachvili. L'eyalet ottoman de Tchildir, qui aide Daredjan, complote pour placer son père, l'ancien roi de Kakhétie Teïmouraz, sur le trône de Koutaïssi, mais ce dernier refuse. La noblesse de Tbilissi encourage alors Vakhtang V à revenir sur ses plans d'intervention militaire et de conquérir l'Iméréthie. En automne 1660, Vakhtang traverse la chaîne de Likhi avec une armée de 110 000 hommes et est immédiatement accueilli par la famille noble des Tsereteli, qui l'accepte comme suzerain. Il va par la suite à Sazano, où il reçoit l'allégeance de la noblesse imère. Vameq III Dadiani, prince de Mingrélie, brise son alliance avec Koutaïssi après le coup d'État et joint ses forces à celles de Vakhtang V. À la suite d'une négociation organisée par le catholicos de Géorgie Domentios III, le roi et le prince se divisent l'Iméréthie, Vakhtang annexant toutes les terres à l'est du Boudja, dont la riche province d'Argvétie.
Vameq III annexe les territoires à l'ouest de la rivière Boudja et solidifie son alliance en offrant sa fille unique en mariage au prince royal Artchil, fils aîné du roi, et Vakhtang repart vers Tbilissi, devant s'occuper du front de Kakhétie. Toutefois, pendant l'absence de Vakhtang, Vameq III, suivant le conseil de l'évêque de Tsagueri, brise son accord avec Tbilissi : il dissout les fiançailles de sa fille au prince Artchil et la marie au petit noble Bezhan Ghoghoberidzé, capture la province d'Argvétie et lance une attaque sur Koutaïssi. La reine Daredjan d'Iméréthie fait alors appel à Vakhtang, offrant le trône d'Iméréthie et la main de sa nièce Kéthévane au prince Artchil, mais elle est vaincue et Vameq Dadiani s'autoproclame roi d'Iméréthie, malgré l'arrivée de 300 fusiliers de Tbilissi sous la direction de Domentios III.
Vakhtang retourne rapidement en Iméréthie, cette fois-ci armé d'un petit contingent de nobles karthliens et kakhétiens, et se poste à la base frontalière d'Ali. Dadiani, accompagné de sa garde mingrélienne et du restant des troupes imères, voyage vers le nord et attend l'invasion royale à Satchkhéré. Toutefois, la haute noblesse du nord de l'Iméréthie, dont Paata Abachidzé, Papouna de Ratcha et Khosia Latchkhichvili de Letchkhoumi, refuse de lui venir en aide et rejoignent le camp de Vakhtang V, obligeant Vameq à faire retraite à Koutaïssi. À Argvétie, Vakhtang reçoit de nouveau la soumission de la noblesse imère, tandis que la reine Mariam, cousine de Vameq Dadiani, rencontre l'évêque de Tsagueri pour le critiquer de son conseil. Bezhan Ghoghoberidzé, nouveau gendre de Vameq Dadiani, se soumet également à Vakhtang V, qui le fait néanmoins exécuter.
Depuis Koutaïssi, Vameq envoie un espion pour inspecter les forces de Vakhtang V. Remarquant certains points de faiblesse de l'armée karthlienne, Vameq décide de s'engager une nouvelle fois contre le roi, mais doit abandonner son plan de bataille après le départ des familles Mikeladzé et Tchiladzé, ainsi que de l'évêque de Tchqondidi. Retournant à Koutaïssi, Vameq y fait démolir le principal pont d'accès et y laisse son vizir comme gouverneur, avant de partir vers l'Abkhazie pour demander l'aide du prince Salomon II Chervachidzé. Le roi est bientôt rejoint par des renforts de Svanes, Ossètes et Dvales et entame une invasion massive de la Géorgie occidentale. Khosia de Letchkhoumi, quant à lui, capture l'évêque de Tsagueri, qui est envoyé par Vakhtang V en prison en Arménie.

##### Prise de Koutaïssi

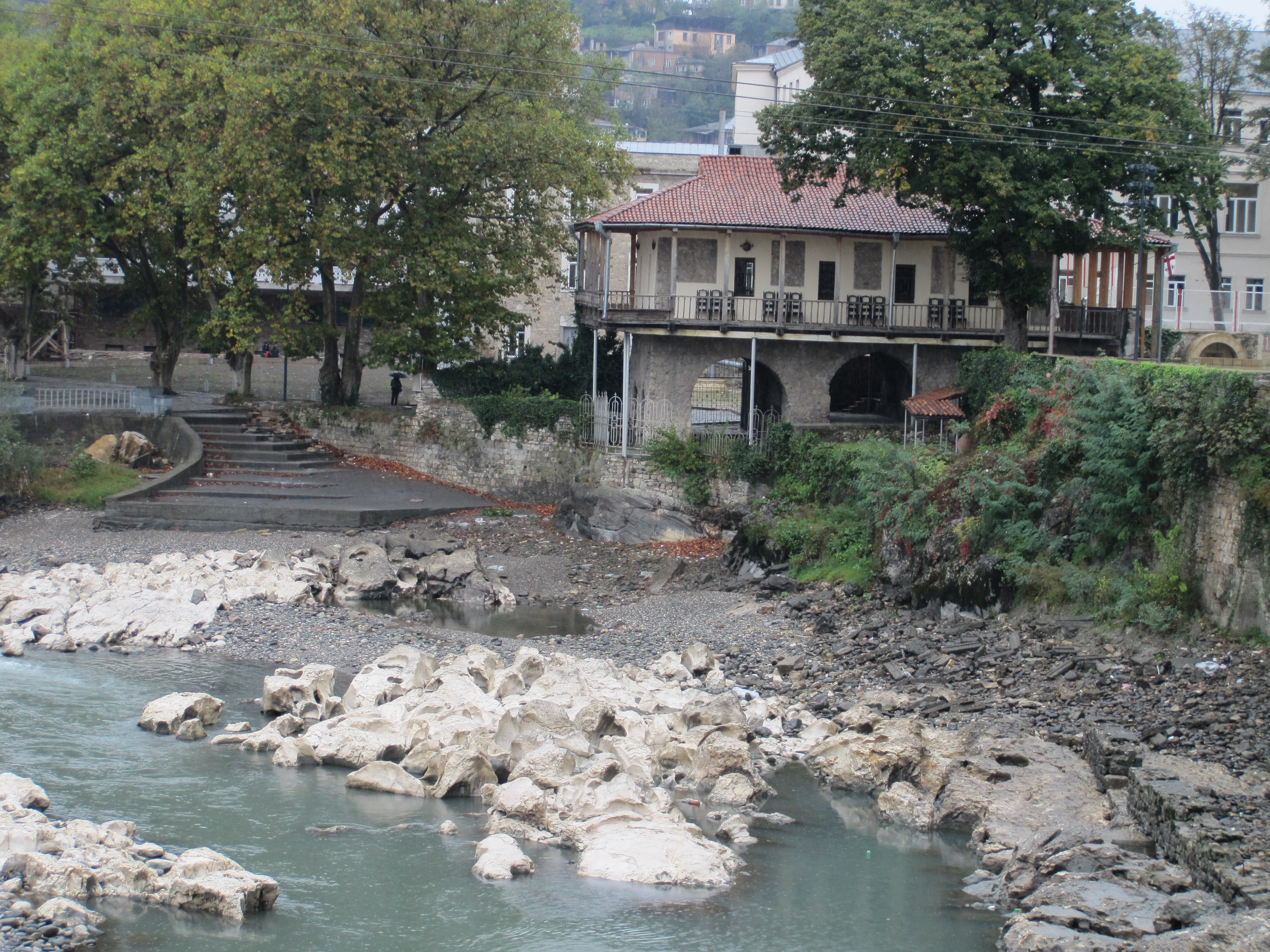
Le palais royal de Koutaïssi.

La retraite de Vameq ouvre le champ à Vakhtang pour lancer son invasion en 1661. Il capture rapidement les villages de Satchkhéré, Sveri et Katskhi, avant de mettre siège sur la citadelle de Skanda, à l'est de Koutaïssi, où réside Teïmouraz, l'ancien roi de Kakhétie, depuis son retour de Russie en 1659. Le siège ne dure que peu de temps et, après le refus de Teïmouraz de prendre fuite et de se réfugier auprès d'Otar d'Aragvi par crainte d'une invasion sanglante de la Perse, il capitule et se rend auprès de Guivi Amilakhvari, principal conseiller du roi. Vakhtang envoie alors comme émissaire Revaz Sidamoni auprès d'Abbas II pour juger le sort de l'ancien monarque, qui est emprisonné à Tbilissi. Teïmouraz est par la suite envoyé à Ispahan.
Après la chute de Skanda, Vakhtang part pour Koutaïssi, qu'il assiège. Une courte bataille contre la garde mingrélienne aboutit en une victoire décisive du roi. La capitale imère étant tombée et Vameq en fuite, Vakhtang devient le premier monarque géorgien à contrôler les capitales de Kakhétie, de Karthli et d'Iméréthie depuis Georges VIII au XVe siècle. Sans renfort, les autres citadelles d'Iméréthie tombent rapidement dans les mains de Vakhtang. Celui-ci installe des garnisons karthliennes à travers la contrée. À Koutaïssi, le roi capture Daredjan, Vakhtang Tchoutchounachvili et le déchu Bagrat V et les emprisonne dans la citadelle de Boboti en Mingrélie.
L'Iméréthie sous son contrôle, Vakhtang V continue son chemin vers la Mingrélie pour punir Vameq. À Maghlaki, il reçoit la soumission d'Otia Mikeladzé, avant d'avancer vers Khoni, où le seigneur Jolia Deïsmani le rejoint dans sa campagne militaire.

##### Conquête de la Mingrélie

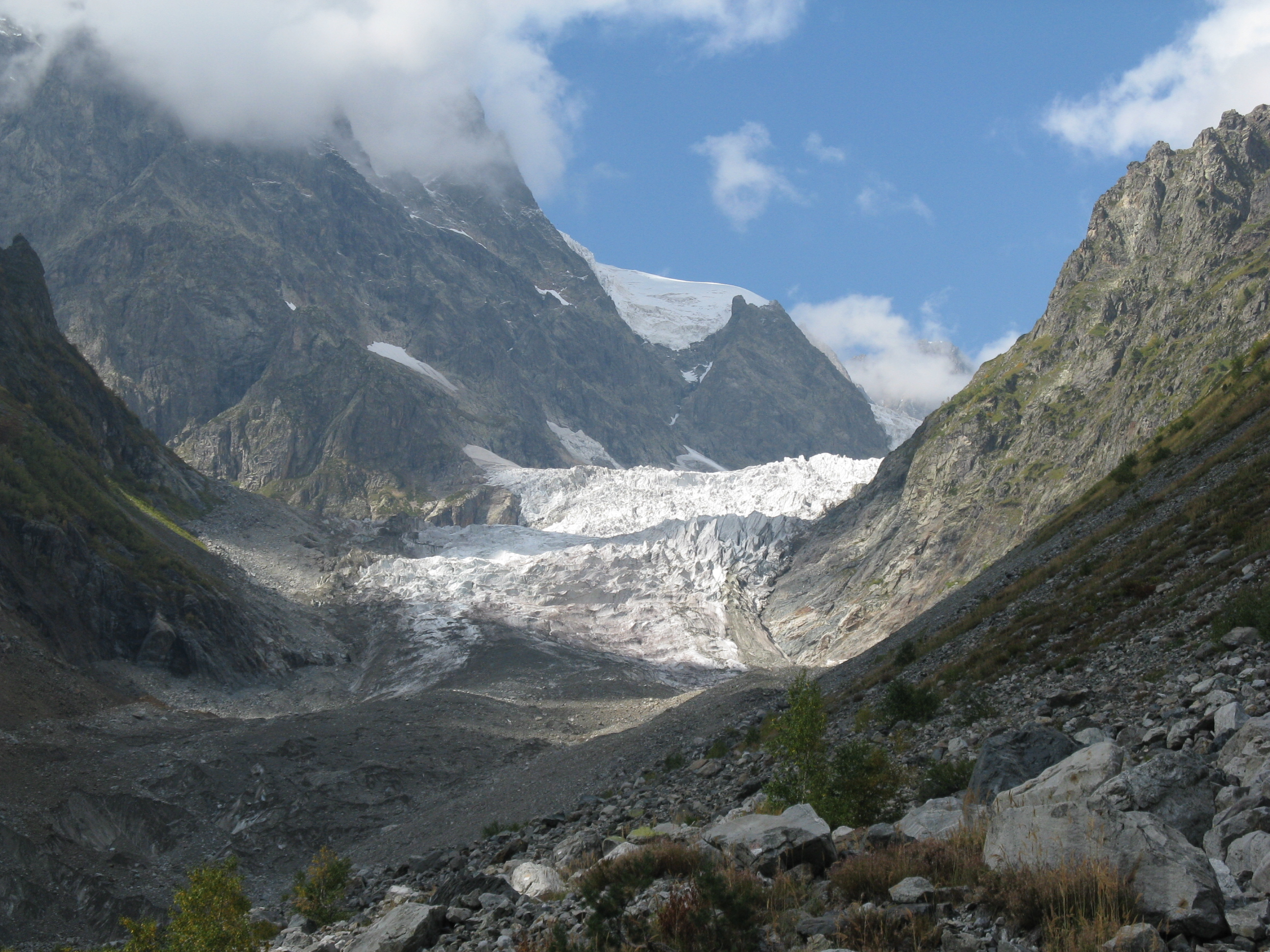
C'est dans les montagnes de Svanétie que Vameq III de Mingrélie est finalement assassiné.

N'ayant pas assez de fonds pour payer l'aide militaire de l'Abkhazie, Vameq Dadiani se fortifie à Zougdidi afin de se préparer contre l'invasion de Vakhtang, tout en confiant son épouse et sa fille au noble Rostom Apakhidzé. Le roi s'embarque dans son invasion peu de temps après la prise de Koutaïssi et arrive rapidement, à la tête de troupes karthliennes et imères, à Bandza, vers la frontière des domaines de la Mingrélie. C'est là qu'il rencontre Apakhidzé, qui trahit son suzerain et livre les deux femmes à Vakhtang V.
Après la prise de Bandza, il part pour Tsakoudji, où est emprisonnée l'ancienne douairière Daredjan. Après un court siège, il capture la forteresse, libère Daredjan en échange du soutien des nobles qui lui restent toujours fidèles, et paie ses troupes avec la trésorerie de la citadelle. Laissant Daredjan responsable de Tsakoudji, il part finalement pour Zougdidi, pour trouver une ville déserte, Vameq ayant quitté son palais pour ne pas tomber sous les mains de Vakhtang. Le roi capture aisément la capitale mingrélienne, avant de capturer le dernier bastion anti-karthlien, la citadelle de Roukhi.
À Zougdidi, le monarque proclame Chamadavlé Dadiani, neveu de la reine Mariam et réfugié à la cour royale de Tbilissi depuis l'arrivée au pouvoir de Vameq III en 1658, comme nouveau Prince de Mingrélie, le couronne en tant que Levan III Dadiani, son vassal, et nomme le noble Jolia Deïsmana comme son vizir. Le couronnement est assisté par le prince Salomon II d'Abkhazie, qui apporte également de nombreux présents et son allégeance envers le trône de Karthli, et Démétrius de Gourie. En consultation avec la reine Mariam, Vakhtang offre enfin sa nièce Tamar, fille de son frère Constantin, en épouse au nouveau souverain de Mingrélie, affermissant son contrôle sur la principauté. Se retirant de Zougdidi, Vakhtang finit en assiégeant Tchakviti, où les enfants de Vameq refusent de se soumettre, et capture la ville, emprisonne la famille du prince déchu, et prend possession de ses trésors, dont l'Icône d'Okona, une image byzantine se trouvant en Géorgie depuis le XIe siècle et en Mingrélie depuis le XVIe siècle.
Vameq, quant à lui, prend refuge dans la province montagnarde de Svanétie, difficile d'accès aux troupes royales. Une bande armée de Svanes, menée par Khosia de Letchkhoumi, parvient à le repérer et l'assassine. Khosia capture aussi l'évêque de Tchqondidi, un fidèle de Vameq, et le livre à Vakhtang, qui l'emprisonne à Choulaveri, une citadelle au sud de Tbilissi.

##### Vakhtang, suzerain de toute la Géorgie

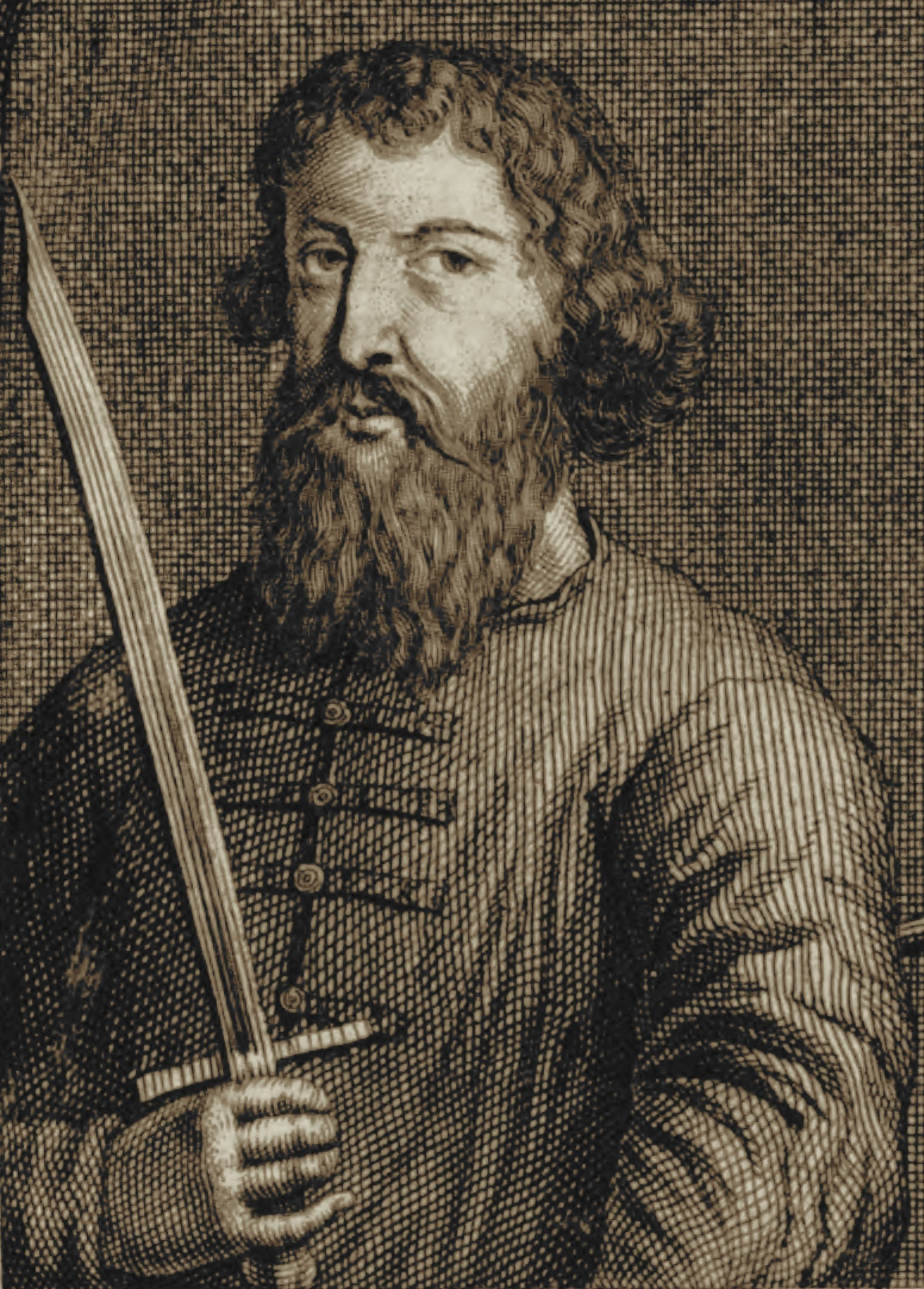
Artchil Bagration de Moukhran.

Avant de confirmer sa domination sur la Géorgie occidentale, Vakhtang doit faire face à une dernière révolte, à Tsakoudji, où Daredjan tente en vain d'entamer une reconquête de l'Iméréthie. Elle est rapidement vaincue et emprisonnée temporairement dans la citadelle de la ville, avec son époux, Vakhtang Tchoutchounachvili, et l'ancien roi Bagrat V l'Aveugle. Vakhtang quitte Tsakoudji pour rejoindre Koutaïssi, où il est rejoint par la reine Mariam.
Dans la capitale de Géorgie occidentale, il accueille Démétrius de Gourie, souverain d'une puissante principauté géorgienne de la Mer Noire, qui lui offre de riches présents et se reconnaît comme vassal. C'est à la suite d'un accord entre le roi et le prince que Vakhtang V proclame avec la reine Mariam son jeune fils de 14 ans, Artchil, roi d'Iméréthie. Il couronne le nouveau roi, nomme Khosia de Letchkhoumi comme premier conseiller d'Artchil et engage son fidèle Guivi Amilakhvari à renforcer le pouvoir du jeune roi.
Vakhtang V devient alors le souverain de facto de toute la Géorgie : roi de Karthli depuis 1659, il rajoute la Kakhétie sous son contrôle après la défaite des insurgés de Bakhtrioni en 1661, l'Iméréthie sous la gouvernance nominale de son fils mineur, la Mingrélie de son protégé Levan III et les principautés d'Abkhazie et de Gourie qui l'acceptent comme suzerain en 1661. Ces succès dès le début de son règne font de Chah Navaz Khan le premier monarque à contrôler toutes les terres géorgiennes, à l'exception de l'eyalet de Tchildir, depuis la guerre du triumvirat géorgien au XVe siècle. Sur le front religieux, tandis que l'Église orthodoxe géorgienne reste divisée avec le Catholicossat d'Abkhazie, des documents contemporains montrent que sous la domination de Vakhtang, le pouvoir de nommer un nouveau catholicos d'Abkhazie tombe dans les mains du prince de Mingrélie, diminuant le pouvoir institutionnel du roi d'Iméréthie.
Vainqueur d'une courte mais impressive campagne, Vakhtang repart pour Tbilissi. Sur son chemin, il rencontre la reine Mariam à Gori et lui confie la garde d'Hélène Dadiani, veuve de Vameq III de Mingrélie, et de sa fille Daredjan. Depuis la capitale, le roi envoie un rapport final sur sa campagne au chah Abbas II, qui le reçoit au village persan de Baghi-Mulk de la part des ambassadeurs Revaz et Jessé Sidamoni. À la suite de la nouvelle de la capture de l'ancien roi Teïmouraz de Kakhétie, le chah décide de lui faire clémence et envoie une somme considérable à Vakhtang pour financer le voyage de l'otage à Ispahan, qu'il rejoint sous la supervision de Guivi Amilakhvari et accompagné de prisonniers de guerre mingréliens comme esclaves.
Le sort des anciens dirigeants de l'Iméréthie n'est pas immédiatement clair. Vakhoucht Bagration, arrière-petit-fils de Vakhtang V, écrit que Bagrat V, Vakhtang Tchoutchounachvili et Daredjan sont emprisonnés ensemble à Gori jusqu'à l'évasion de la douairière et de Tchoutchounachvili en 1668. Pharsadan, contemporain de Vakhtang, nous fait part, quant à lui, de l'aveuglement de Tchoutchounachvili sous ordres royaux, et de son évasion immédiate avec Daredjan en territoire ottoman, où ils restent jusqu'à leur retour au pouvoir en 1668, tandis que Bagrat reste prisonnier à Tbilissi jusqu'en 1663. Aussi un des fils de Vameq Dadiani est emprisonné à Tbilissi et prendra par la suite refuge en Russie et deviendra le fondateur de la branche russe des Dadiani, qui existe jusqu'en 1829.

#### La Géorgie, entre Ottomans et Séfévides

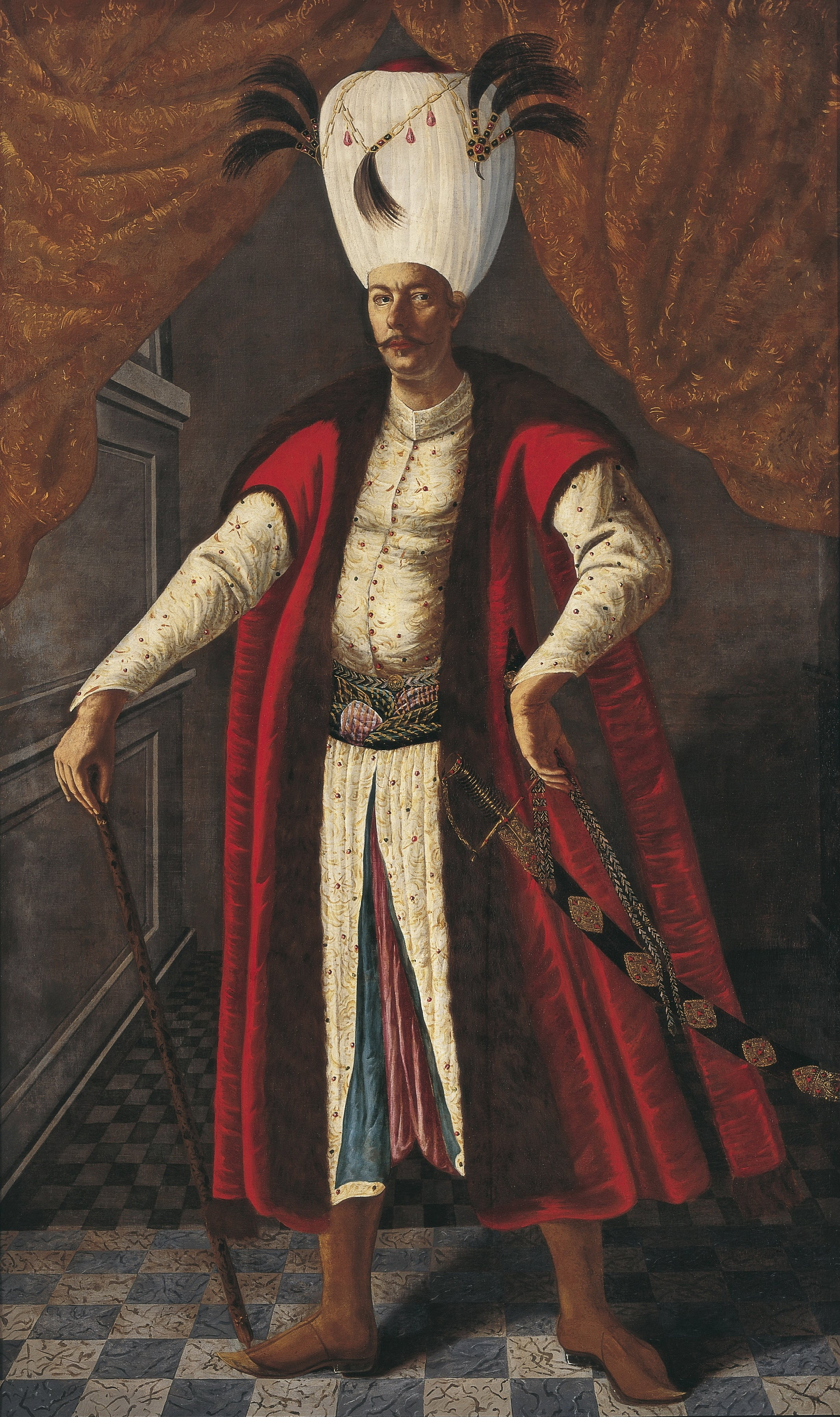
Le sultan Mehmed IV menace la Perse de guerre à cause des ambitions de Vakhtang V.

Le traité de Qasr-i-Chirin, signé entre la Turquie ottomane et la Perse séfévide en 1639, définit les frontières des deux empires, notamment dans le Caucase, où la chaîne de Likhi sépare les zones d'influence des empires en Géorgie. Ainsi, la Géorgie occidentale tombe sous le contrôle d'Istanbul, tandis qu'Ispahan contrôle la Karthli et la Kakhétie. En conséquence, la conquête par Vakhtang V, un monarque considéré sur l'arène internationale comme gouverneur séfévide, de l'Iméréthie et le couronnement qui suit d'Artchil comme roi à Koutaïssi, une ville soi-disant ottomane, devient le sujet d'un conflit diplomatique entre les deux empires musulmans.
Le pacha ottoman de Tchildir, à la frontière entre la Turquie et la Géorgie, est le premier à prendre note de la transgression du roi de Tbilissi et réclame une réaction appropriée au sultan Mehmed IV, qui accuse alors le chah Abbas II de violation du traité de 1639. Craignant la guerre, les autorités ottomanes de Tchildir et d'Erzurum évacuent leurs régions. Vakhtang présente le large soutien de la noblesse imère et mingrélienne envers le statu quo comme argument au chah pour protéger ses gains, mais est largement opposé à la cour impériale par le beylerbey d'Erevan, Nadjafqoli Khan. Artchil lui-même offre de payer tribut au sultan ottoman, une offre refusée par Istanbul.
En 1663, Ispahan décide de céder aux demandes ottomanes et ordonne à Vakhtang de déposer Artchil, après moins de deux ans de règne. Le diplomate persan Amir Hamza Khan Thalich est envoyé en Iméréthie pour s'assurer de l'évacuation de toutes les troupes de Vakhtang et du départ de Koutaïssi d'Artchil et de ses conseillers. La question se pose alors sur la succession au trône d'Iméréthie et Démétrius de Gourie profite du vide de puissance pour s'autoproclamer roi, menant la noblesse imère à réclamer le retour du roi légitime, l'aveugle Bagrat V. Pour éviter le chaos, Vakhtang accorde la demande, tout en préparant un serment d'allégeance envers Tbilissi pour la couronne de Koutaïssi et les grands nobles d'Iméréthie, mais change d'avis quand sa cour démontre la probabilité que Bagrat V ne devienne qu'un roi client d'Istanbul, sans aucune indépendance. Finalement, Tbilissi, Tchildir et la noblesse imère parviennent à s'accorder : Bagrat V reprend sa couronne, épouse Tamar Bagration, la nièce de Vakhtang, accepte le noble karthlien Tarkhanachvili comme premier conseiller et jure de suivre Tbilissi dans la conduite de ses affaires internes. Tarkhanachvili meurt lui-même la même année dans des circonstances mystérieuses en Iméréthie.
C'est justement en 1663 que le prince Nicolas Bagration, petit-fils du roi Teïmouraz réfugié en Russie, refuse une offre de la cour de Perse : retourner en Géorgie, se convertir à l'islam et devenir roi vassal de la Kakhétie. Ce refus permet à Abbas II d'offrir au jeune Artchil la couronne de Kakhétie, restaurant ainsi en 1663 le royaume aboli en 1648 par Ispahan. Tout comme son père avant lui, Artchil va en Perse, devient musulman et change son nom pour Chah Nazar Khan. Sur son chemin de retour, il est rejoint par Vakhtang à la frontière persane et les deux entrent à Tbilissi en pompes, le retour étant célébré par la noblesse karthlienne et kakhétienne. En 1664, Vakhtang couronne son fils à Mtskheta comme roi de Kakhétie, à la suite de quoi les deux se séparent.
Vakhtang et Artchil se lancent ensemble dans une politique de centralisation du pouvoir, mais doivent atténuer leurs ambitions quand la Perse craint la concentration du pouvoir dans les mains de Vakhtang V. Ironiquement, une partie de la noblesse kakhétienne s'oppose à Artchil, le considérant comme un gouverneur persan sans légitimité. En 1665, Otar d'Aragvi menace une rébellion et Vakhtang est contraint d'intervenir, étant responsable de la nomination d'Otar comme duc et craignant une intervention iranienne. Il offre un compromis augmentant les territoires et l'autonomie du duché d'Aragvi, une proposition refusée par Artchil, qui n'accepte pas de voir son faible pouvoir diminuer, menant à une tension entre père et fils. Finalement, Vakhtang accepte les termes d'Artchil et planifie une invasion de l'Aragvi, à la suite de quoi Otar demande une audience auprès du chah.
Les deux rois profitent de l'absence du duc pour envahir l'Aragvi, tuer le régent Papo Sidamoni et annexer le duché au sein du royaume de Kakhétie. Le chah répond en obligeant Vakhtang à retourner les richesses confisquées au duc, mais autorise l'annexion, indiquant qu'une large faction soutient Vakhtang à la cour d'Abbas II.

#### Guerre contre Héraclius

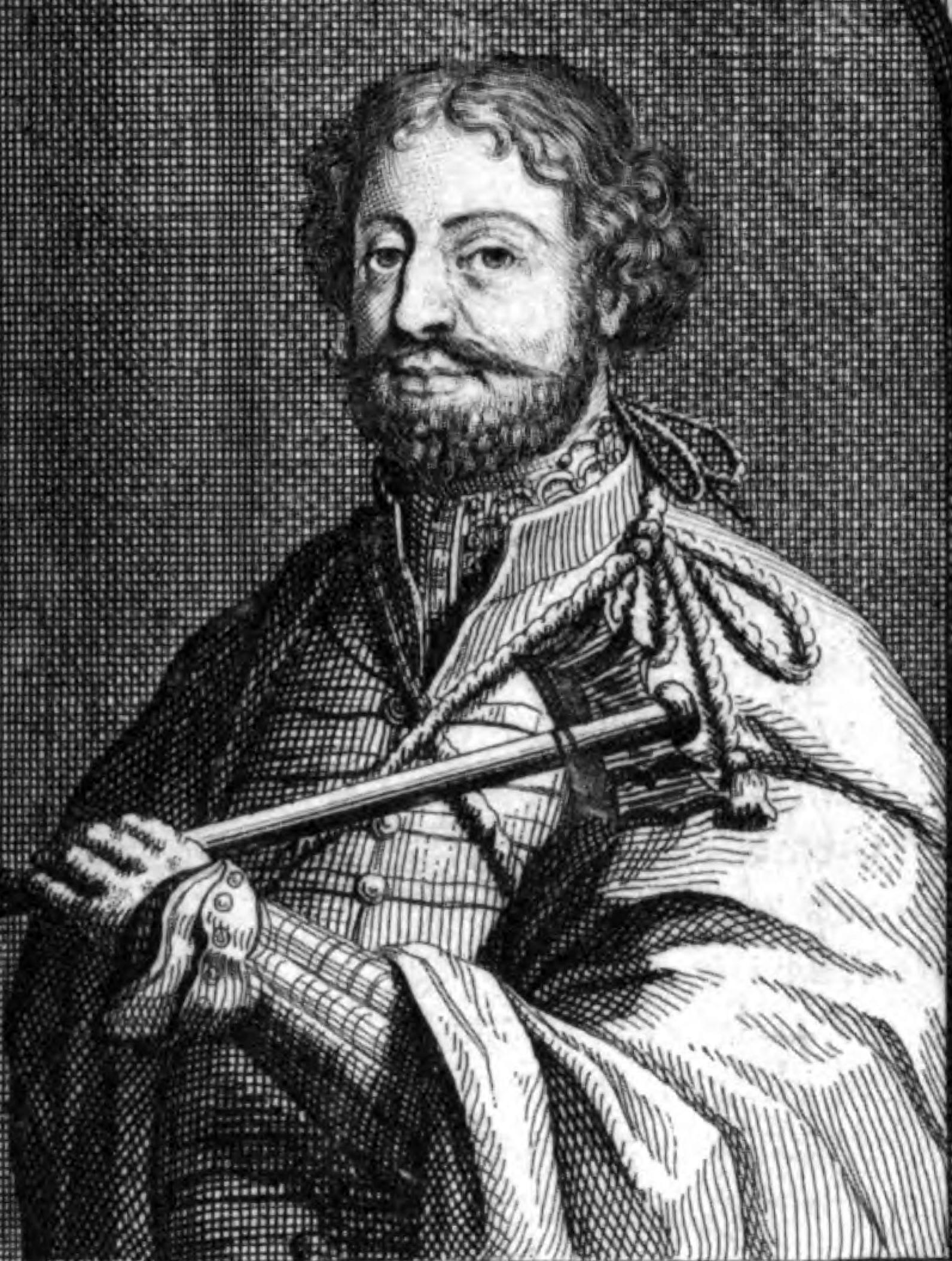
Le prince Nicolas Bagration de Kakhétie.

La mort de Teïmouraz Bagration en 1663 à Astrabad change la situation politique locale. Le prince Nicolas, son petit-fils exilé en Russie, devient l'héritier légitime de la couronne de Kakhétie et Tbilissi doit agir pour calmer la noblesse chrétienne. Vakhtang organise un enterrement somptueux pour le défunt roi, une cérémonie menée par le catholicos Domentios III, et attendue par tous les évêques de Karthli et de Kakhétie. Mais Nicolas, confiant de sa popularité, débarque tout de même en Touchétie, une région montagnarde et hors du contrôle de fait de Tbilissi. De là, il s'engage dans de nombreux raids sur les positions de Tbilissi, à la suite de quoi Ispahan ordonne les khanats de Transcaucasie de venir en aide à Vakhtang.
Une bataille entre les deux camps se déroule en 1663 à Ouriath-Oubani, où les forces royales sont menées par ses neveux Datouna et Paata de Moukhran et le duc Otar d'Aragvi. Nicolas, qui change son nom pour celui d'Héraclius, est rapidement vaincu et se réfugie dans la citadelle de Torgha, résidence de sa mère Hélène. Vakhtang fait le siège de la citadelle, mais laisse mère et fils s'enfuir en Touchétie après les suppliques d'Hélène. Après avoir soumis la totalité de la Kakhétie, Vakhtang retourne à Tbilissi.
En 1664, avant le retour d'Artchil de Perse, Héraclius forme une nouvelle milice de Touchétiens et capture la citadelle de Bourdjal. Vakhtang V se met alors en tête d'une large armée, renforcée par Otar d'Aragvi et son frère Bagrat Sidamoni, le ministre d'État Edichère, des soldats kakhétiens de Martqopi et Oudjarma et les khans de Transcaucasie, et rencontre Héraclius à Kiziq. Héraclius est à nouveau défait et doit se replier en Russie. Vakhtang retourne à Tbilissi et envoie au chah Abbas II 100 chameaux chargés des têtes décapitées des vaincus.
L'arrivée au pouvoir d'Artchil en 1664 est censée apporter un retour à la stabilité, mais une partie de la noblesse continue à hésiter à reconnaître la domination de Tbilissi et réclame le mariage d'Artchil à une fille d'Héraclius afin de le légitimer, une demande refusée par Vakhtang par peur d'enrager le chah. Le roi de Karthli visite couramment la Kakhétie, qu'il considère comme territoire vassal et c'est lors de l'une de ses visites qu'il rencontre un seigneur de guerre lezghien qui lui offre d'assassiner Héraclius, une opération qui échoue quand une faction noble informe le prince.
En 1665, Héraclius recommence ses raids en Kakhétie mais doit retourner vers la Touchétie quand Vakhtang V se positionne avec ses troupes à Atsqoueri. Le départ de l'envahisseur conduit le roi à libérer la majorité de ses troupes, gardant avec lui à Atsqoueri quelques-uns de ses plus loyaux nobles. Ayant appris la nouvelle de la diminution des forces karthliennes, Héraclius retourne sur son chemin dans la nuit et attaque le campement royal par surprise. Durant la bataille, le prince lui-même confond la tente royale avec celle du conseiller Guivi Amilakhvari, qui prend la fuite avec son contingent armé, une fuite suivie par celle des troupes du Satsitsiano et du sultanat de Baïdar.
La bataille d'Atsqoueri se révèle particulièrement sanglante. Vakhtang et Artchil tuent eux-mêmes un large nombre de Touchétiens et sont sauvés par le serviteur royal Tamaz Tourkistanichvili, qui décapite un soldat ennemi avant qu'il ne puisse tuer le roi. Dans la matinée, les forces royales sont rejointes par celle du gouverneur Zaza Tsitsichvili et de ses troupes du Sabaratiano, permettant à Vakhtang et son fils de se réfugier à cheval. Tsitsichvili finit par vaincre les envahisseurs, tandis qu'Héraclius se réfugie de nouveau en Touchétie et Vakhtang ordonne la construction d'un mur des têtes décapitées des vaincus à Atsqoueri et envoie les peaux des victimes au chah.
Victorieux, Vakhtang V obtient l'autorisation d'Ispahan de changer la noblesse kakhétienne et remplace chaque seigneur qu'il ne considère pas comme fidèle. Il renforce ainsi le pouvoir d'Artchil à travers la Kakhétie.

#### L'Aragvi rebelle

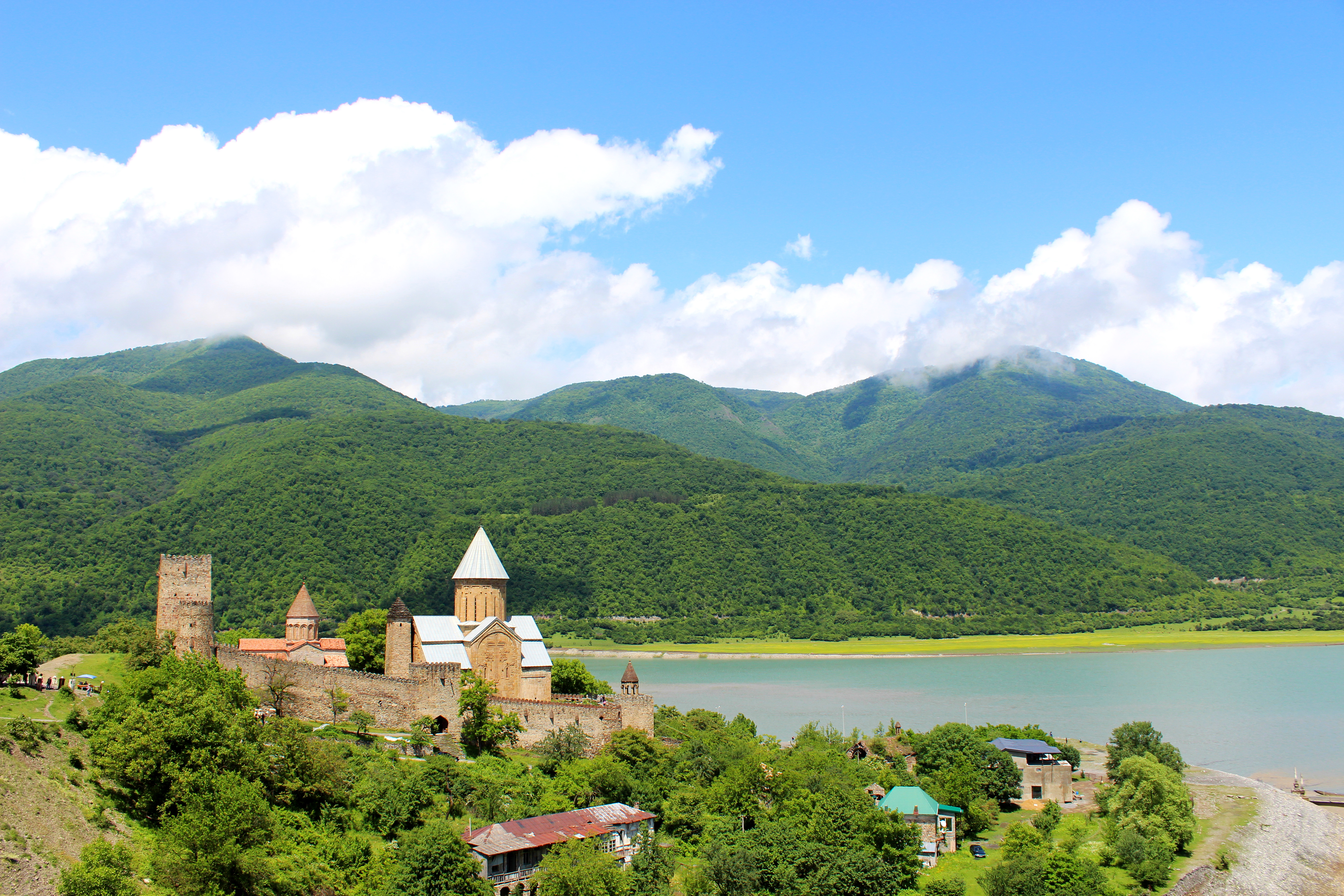
Le château d'Ananouri, résidence des ducs d'Aragvi.

Otar d'Aragvi reste un sujet instable de Vakhtang. Malgré son origine (nommé par Vakhtang pour remplacer son frère qu'il assassine lui-même), il reste secrètement fidèle à l'ancienne ligne royale de Kakhétie : en 1661, il organise une conspiration en vain pour évacuer Teïmouraz de la forteresse assiégée de Skanda en Iméréthie et en 1664, il hésite à reconnaître le roi Artchil. Lors de l'invasion de l'Aragvi par Vakhtang en 1664, il perd les contrées d'Ertso et de Tianeti et est accusé de trahison, mais se les retourne quand il jure allégeance à Artchil.
Afin d'éviter ses relations tendues avec Tbilissi, Otar s'adresse directement au chah, qui oblige Vakhtang à le laisser passer vers la Perse. Le duc d'Aragvi réussit à convaincre Abbas II de le reconnaître comme son vassal direct, une option qui permet à Ispahan de réduire les pouvoirs croissants du roi de Karthli. Mais durant ce voyage en Perse, Ioram Gotchachvili, un cousin éloigné des Bagrations, organise une tentative de coup d'État contre Vakhtang V. Ioram est rapidement capturé et aveuglé mais le roi accuse Otar d'être derrière l'instabilité.
En réponse de la rébellion, Vakhtang et Artchil lancent une invasion de l'Aragvi et le ministre d'État Edichère Sidamoni, frère d'Otar, abandonne sa position pour défendre ses terres familiales. Vakhtang s'attaque à la province de Doucheti, tandis que son fils assiège Tianeti. Vakhtang capture Doucheti quand il défait Papouna Sidamoni et soumet l'Aragvi, avant de menacer d'exécuter les frères Sidamoni. Ce n'est qu'après la plaidoirie de la famille que Vakhtang fait preuve de clémence et retourne à Tbilissi.
Otar d'Aragvi retourne en Géorgie en tant que sujet du chah, un statut que Vakhtang est contraint d'accepter. Mais en septembre 1666, Abbas II meurt et est remplacé par Chah Soleïman Ier, autorisant le roi à changer sa politique. Otar et Edichère meurent la même année dans ce que Pharsadan Gorguidjanidzé décrit comme un empoisonnement. Le roi nomme alors Revaz Sidamoni, oncle d'Otar, comme duc d'Aragvi, retournant la province dans l'orbite de Tbilissi.

#### Harmonie fragile

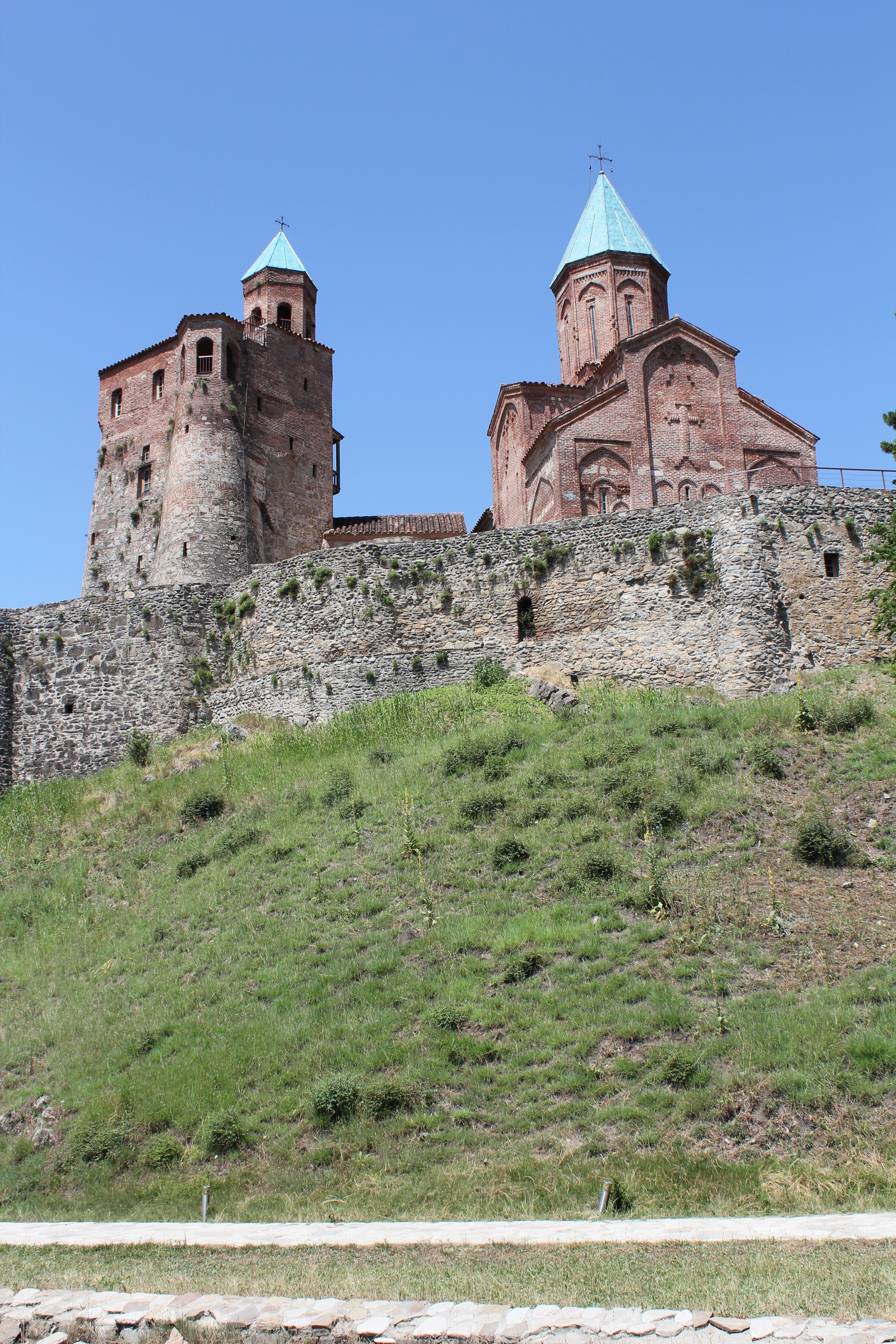
Sous le règne de Vakhtang, Gremi perd son statut de capitale de Kakhétie.

Sous la protection de Vakhtang, la Kakhétie prospère. Artchil transfère sa capitale de Gremi à Telavi, éloignant le centre régional de la menace nord-caucasienne et causant la naissance de Telavi comme un centre culturel de la Géorgie. Afin de se légitimer, Artchil demande à son père le droit d'épouser Kétévane Bagration, sœur d'Héraclius, ancienne épouse de Bagrat V d'Iméréthie et prisonnière à la cour du gouverneur ottoman de Tchildir, malgré le fait que Vakhtang l'a déjà fiancé à la fille de l'influent Prince Tsitsichvili. Afin de rompre son alliance, Artchil lance des rumeurs que sa fiancée est impliquée dans des relations incestieuses avec un de ses cousins, une prétention niée par la famille qui mène à un duel entre Artchil et le frère de la princesse avant l'intervention de Vakhtang. En 1667, Vakhtang envoie un marchand à Akhaltsikhé pour acheter la liberté de Kétévane pour 2 000 tomans et organise un mariage impressionnant pour le couple à Tbilissi.
Parallèlement, aussi depuis Akhaltsikhé, Daredjan d'Iméréthie et Vakhtang Tchoutchounachvili reçoivent l'aide des Ottomans pour renverser en 1668 Bagrat V de Koutaïssi et Vakhtang V fait emprisonner ce dernier à Tbilissi. Il est contraint de le retourner au trône quelques mois plus tard en 1669 quand la noblesse imère se révolte et assassine le couple. C'est justement vers cette période que Vakhtang approfondit ses relations avec la Géorgie occidentale en mariant son fils Levan à la sœur du prince Georges III de Gourie dans une grande cérémonie à Gori et forme des alliances stratégiques avec d'autres familles nobles : son second fils Georges est marié à Tamar Davitichvili et Louarsab prend comme épouse Mariam Sidamoni, fille de Revaz d'Aragvi.
Les relations entre Tbilissi et Ispahan changent drastiquement avec l'arrivée au pouvoir de Chah Soleïman Ier. Ce dernier refuse la requête de Vakhtang V de lui retourner sa fille Anouka, veuve d'Abbas II, et lui laisse le choix de son prochain mari : le grand vizir Chaikh Ali Khan Zanganeh ou le khan de Lorestan Chah Verdi. Vakhtang V choisit finalement Chah Verdi et trouve un nouvel ennemi en Zanganeh. La Perse construit un mur de défense autour de Tbilissi et y installe une garnison iranienne, mais le roi craint que la construction ne soit qu'une stratégie pour l'isoler dans sa capitale et diminuer ses pouvoirs. Vakhtang répond en se faisant construire un nouveau palais royal au sud de Tbilissi, sur les rives du Mtkvari, près de l'hippodrome royal et ne visite que rarement Tbilissi, surtout après une tentative d'assassinat par des soldats persans lors d'une de ces visites.

#### Nouvelles tensions
Autour de 1670, les Dvales, une peuplade alano-géorgienne habitant l'actuelle Ossétie du Sud, se révoltent et cessent de payer tribut à Tbilissi. Pour mettre un terme à la rébellion, Vakhtang mène une armée à Krtskhilvani, se préparant à envahir les domaines des Dvales et l'Ossétie. Par peur, les chefs tribaux des Dvales se présentent devant Vakhtang V et jurent de payer à nouveau leur tribut. En 1672, il tente de former une nouvelle alliance avec la Mingrélie, alors en conflit contre l'Iméréthie et propose de marier Manoutchar Dadiani, fils de Levan III de Mingrélie, à Daredjan Bagration, fille d'Artchil, alors tous deux âgés de 7 ans. L'alliance échoue quand un complot de Koutaïssi lance la rumeur que le roi de Karthli a l'intention d'envoyer Manoutchar en otage en Perse, ce qui force les serviteurs de Manoutchar à le capturer et le rapatrier chez son père.

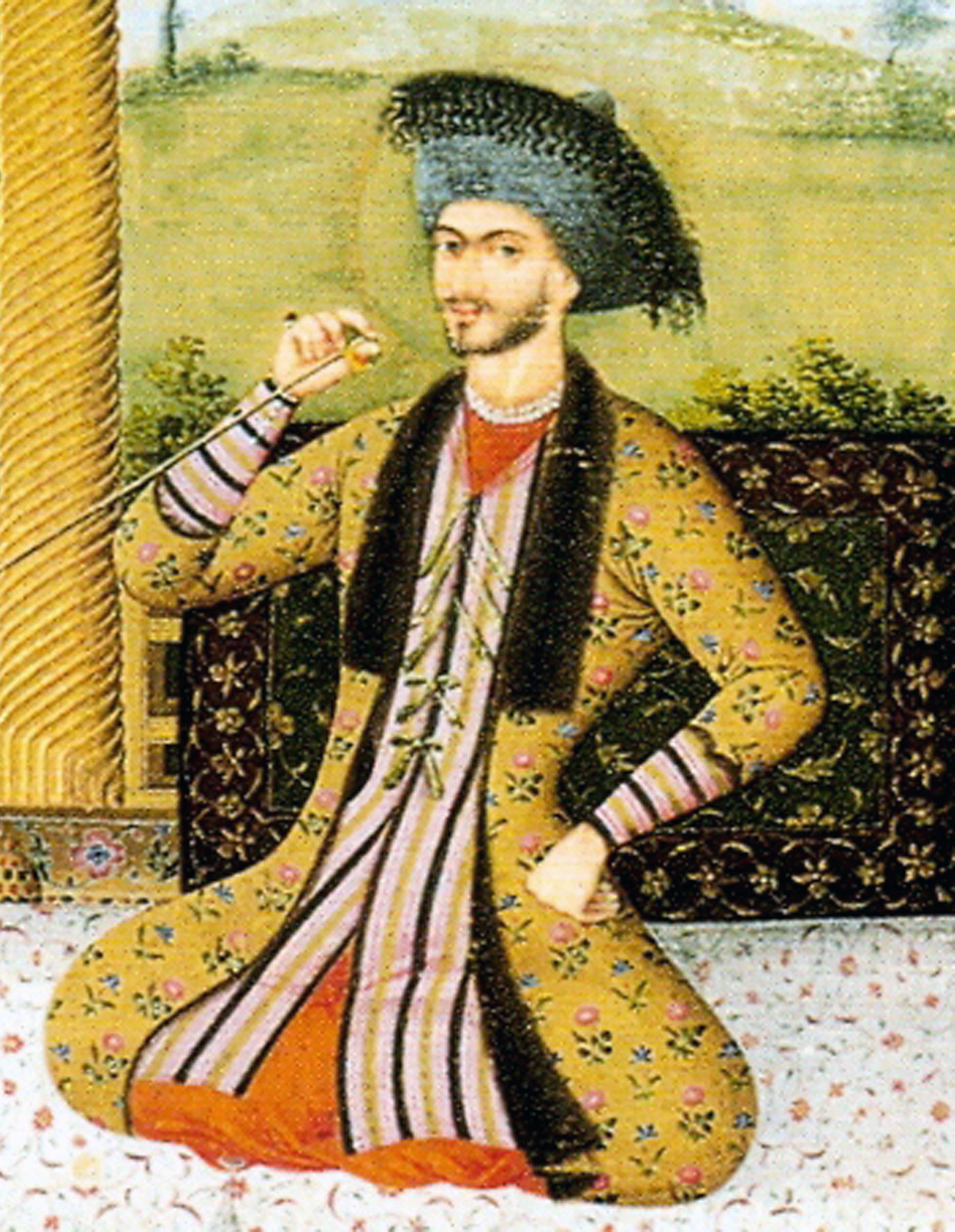
L'arrivée au pouvoir de Chah Soleïman Ier change les relations entre Tbilissi et Ispahan.

Le général Zaza Tsitsichvili devient, pendant ce temps, l'un des hommes les plus puissants du royaume de Karthli, utilisant la diminution des pouvoirs des petits nobles pour augmenter le sien. Lors d'une convocation par le roi Vakhtang, il est toutefois tué par le prince royal Georges après une précédente altercation qui cause la mort d'un serviteur royal. Cet épisode cause la première division sérieuse au sein de la famille royale, Artchil et Vakhtang étant mécontents de l'action de Georges. Tsitsichvili sera plus tard remplacé par Tamaz Qaplanichvili comme chef des forces armées géorgiennes.
En 1674, les relations entre Tbilissi et Ispahan se détériorent à l'instigation de Chaikh Ali Khan Zanganeh. Ce dernier convainc Chah Soleïman de laisser Héraclius Bagration revenir de Russie en Kakhétie, afin de l'utiliser comme outil de chantage contre Vakhtang V.

#### Intrigues
Dans les années 1670, Chaikh Ali Khan Zanganeh se lance dans un complot pour semer la division au sein de la famille royale et provoquer une instabilité sévère en Transcaucasie. Il conspire avec le pacha ottoman de Tchildir, qui entre en communication avec Louarsab, fils de Vakhtang, et le convainc de prétendre au trône d'Iméréthie par son mariage : Louarsab est marié à Mariam Sidamoni, nièce du duc Chochita de Ratcha, l'un des nobles les plus puissants de Géorgie occidentale. Louarsab se lance dans une aventure militaire en 1672 mais échoue rapidement quand Vakhtang V refuse de lui venir en aide afin d'éviter des problèmes diplomatiques entre Istanbul et Ispahan. Louarsab tente une nouvelle fois de prendre le trône imère mais se rend compte de la conspiration de Chaikh Ali Khan Zanganeh et quitte Akhaltsikhé en 1674.
Non seulement cette situation cause une tension entre père et fils, mais elle mène aussi à une sérieuse division entre Louarsab et son frère aîné Artchil, lui-même anciennement roi d'Iméréthie. En 1675, Artchil décide d'abdiquer son trône de Kakhétie, laisse sa femme dans la citadelle karthlienne de Sourami et part pour Akhaltsikhé afin de commencer sa propre invasion de Géorgie occidentale. Toutefois, le sultan Mehmed IV intervient pour mettre un terme au complot du gouverneur de Tchildir et lui interdit de soutenir les prétentions d'Artchil. Vakhtang, quant à lui, s'oppose largement à cette action et envoie le catholicos Domentios III pour demander à son fils d'attendre sa mort avant de tenter une attaque sur l'Iméréthie, afin d'éviter la rage de la Perse. Il semble qu'après avoir échoué de convaincre Artchil de revenir, il envoie lui-même des présents d'or et d'argent en vain au gouvernement ottoman pour demander l'autorisation d'occuper la Géorgie occidentale.
Les prétentions d'Artchil et l'échec de Vakhtang de contrôler ses fils sont vus négativement par la Perse. En 1675, l'évêque de Tchqondidi échappe de sa prison à Choulaveri et regagne son influence sur la Mingrélie et, à la suite de l'abdication d'Artchil, Vakhtang est contraint de nommer Héraclius, son ancien ennemi, comme roi de Kakhétie, même si une partie de la noblesse kakhétienne lui reste fidèle. Revaz d'Aragvi en profite pour regagner son autonomie et capture les derniers territoires de Kakhétie appartenant aux domaines royaux de Tbilissi. Le complot de Chaikh Ali Khan Zanganeh contre le roi de Karthli aboutit ainsi avec succès, Ispahan se tournant ouvertement contre son ancien protégé. En 1675, le chah envoie son émissaire Moustafa Qouli Beg Kadjar à Tbilissi pour convoquer Vakhtang à Ispahan.

#### Mort

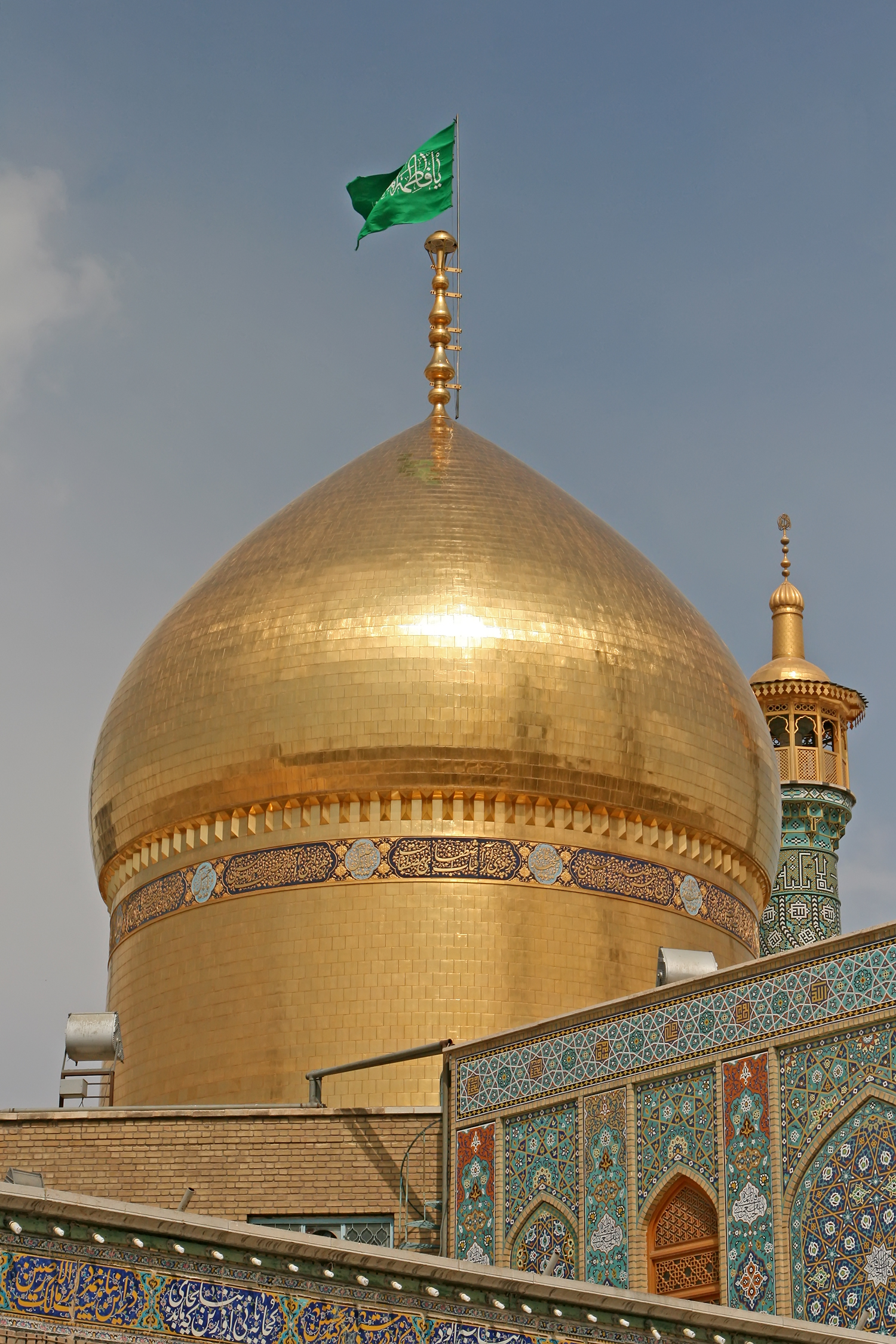
Vakhtang V est enterré au mausolé de Qom en Iran.

Officiellement, Vakhtang V est convoqué à Ispahan pour participer, comme le plus puissant gouverneur de l'empire séfévide, dans la formation d'une nouvelle stratégie militaire pour la Perse. Toutefois, il est compris que cette convocation est une punition par la cour impériale pour l'épisode imère et une excuse pour mettre un terme à son pouvoir : en effet, Vakhtang voit ce voyage comme un exil. Le 25 juin 1676, il quitte Tbilissi avec la totalité du trésor royal, afin de punir ses fils. Il laisse son second fils Georges comme régent et son cadet Levan comme gouverneur de Karthli intérieure, avec pour instruction de vaincre le récalcitrant duc Jessé de Ksani. Ce dernier est rapidement vaincu et remplacé par le noble Datouna de Touchétie.
Le voyage de Vakhtang vers la Perse est largement raconté par le marchand français Jean Chardin, qui l'accompagne. D'après Chardin, le roi quitte la Géorgie avec une large partie de la cour royale, formant une large escorte accompagnant Vakhtang V. Sur son chemin, il doit résoudre personnellement une rébellion nobiliaire et est accueilli par les nombreux gouverneurs musulmans de Transcaucasie en grande pompe. Jessé de Ksani, expulsé de ses domaines, quitte aussi la Géorgie pour recevoir une audience auprès du chah et dépasse le cortège royal aux alentours de Qazmin, vexant le roi.
C'est à Qazmin que Vakhtang V tombe malade, mais continue son chemin. En septembre 1676, à Khoskaro, dans la province de Gandja, le roi meurt de sa maladie. Son corps est transporté à Qom, près de Téhéran, et est inhumé auprès de son père adoptif et prédécesseur, Rostom Khan.
À la mort de Vakhtang, Chah Soleïman Ier promet de préserver la cour royale et offre le trône de Karthli à Héraclius, qui contrôle déjà la Kakhétie. Mais le refus de ce dernier de se convertir à l'islam fait changer l'offre d'Ispahan, qui le renverse, met la Kakhétie sous le contrôle de gouverneurs musulmans et place le royaume de Karthli sous celui du prince Georges. La richesse du roi étant auditée par des comptables persans, le prince Alexandre Bagration, un des fils de Vakhtang qui sert comme darogha d'Ispahan, est nommé responsable des larges possessions de son père en Perse. Immédiatement après la mort du roi, Artchil est capturé et emprisonné par le gouverneur ottoman de Tchildir, avant d'être libéré par une intervention de Tbilissi.

## Famille
Fils aîné du prince Bagrat II de Moukhran et d'une princesse de la dynastie Sidamoni, Vakhtang V est le premier monarque appartenant à la branche des Bagrations de Moukhran, une branche cadette de la dynastie qui règne sur la Géorgie depuis le XIe siècle, fondant ainsi une dynastie royale qui compte sept monarques règnant jusqu'en 1746, et une lignée de princes russo-géorgiens qui continue jusqu'en 1891. Il faut noter tout de même que le roi est adopté en 1653 par le roi Rostom de Karthli.
Vakhtang V épouse en premières noces Roadam (morte le 17 juin 1678), fille aînée du prince Vakhtang-Orbel Qaplanachvili-Orbeliani, juge de la Haute Cour. Ensemble, le couple a cinq fils et une fille :
- Artchil Bagration de Moukhran (1647-1713), roi d'Iméréthie à quatre reprises entre 1661 et 1698 et roi de Kakhétie en 1664-1675 ;
- Georges Bagration de Moukhran (1651-1709), roi de Karthli à deux reprises entre 1676 et 1709 ;
- Alexandre Bagration de Moukhran (mort avant 1699), darogha d'Ispahan ;
- Levan Bagration de Moukhran (1660-1709), roi de Karthli en 1709 ;
- Louarsab Bagration de Moukhran (après 1660-1698) ;
- Salomon Bagration de Moukhran (avant 1671-1703) ;
- une fille, épouse du duc Zourab II d'Aragvi ;
- Anouca Bagration de Moukhran (morte en 1697), épouse du chah Abbas II (1660-1666), puis du chah Verdi Khan de Loristan (1668-1695) ;
- Tamar Bagration de Moukhran (morte en 1694), épouse du prince Guivi de Samilakhoro ;
- une fille, épouse du chah Hossein.

Vakhtang est contraint de se séparer de Roadam lors de son ascension au trône et d'épouser en février 1659 la veuve du roi Rostom, Mariam Dadiani (morte en 1682). Celle-ci étant déjà d'un âge avancé, ne laisse pas d'enfants.

## Héraldique
| Blason de Vakhtang V | Blason  | De gueules à un sceptre d'or et une épée d'argent passés en sautoir accompagné, affrontés en pointe, d'un lion couché d'or, les pattes antérieures brochantes sur le pied du sceptre et d'un taureau couché d'argent, une patte brochante sur le pommeau, le tout surmonté d'une ombre d'étoile rayonnante de 8 rais. |
| Blason de Vakhtang V | Détails | |

## Renaissance économique

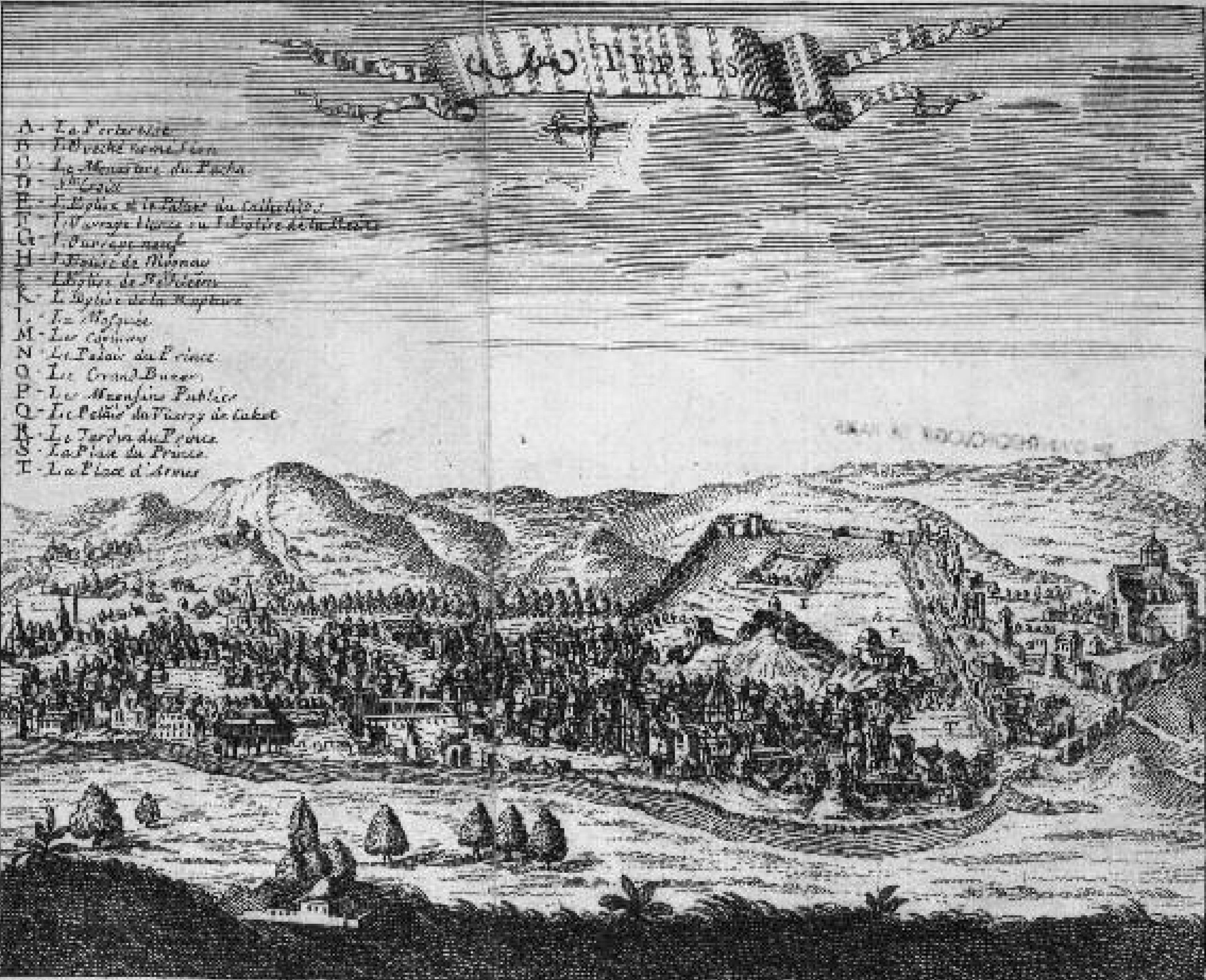
Représentation de Tbilissi par Jean Chardin en 1673.

Le principal héritage de Vakhtang V est le rétablissement d'une certaine stabilité en Géorgie orientale, après des siècles de guerres et dévastations. C'est notamment grâce à sa diplomatie avec les tribus nord-caucasiennes et au déplacement de la capitale de Kakhétie à Telavi que la Kakhétie retrouve la paix. L'historien David Marshall Lang attribue à Vakhtang la restauration de l'économie commerciale et agricole en Kakhétie, ainsi qu'en Karthli.
Durant son règne, Vakhtang institue les premières règles mercantiles pour faciliter le commerce en Géorgie. Il impose des droits de douane pour contrôler le commerce extérieur, protéger les producteurs nationaux et augmenter les revenus du gouvernement. Il interdit de même la vente d'esclaves géorgiens à l'étranger. Cette politique fait grandir la population et la richesse de nombreuses villes, dont Gori, Sourami, Ali et Tskhinvali. Tbilissi devient quant à elle un centre de commerce international, comme le décrit Jean Chardin, qui mentionne la présence d'Arméniens, Grecs, Juifs, Turcs, Persans, Indiens, Tatares, Russes et Européens dans la ville. La population de la capitale surpasse 20 000 habitants et plusieurs bazars et caravansérails de haute qualité ouvrent pour accueillir les marchands internationaux.
La prospérité de la Karthli se développe tandis que l'économie de la Géorgie occidentale s'effondre après des décennies de guerres civiles. La stratégie économique de Vakhtang V est de transformer la Géorgie en centre de commerce entre Europe et Asie. Il cherche à former une nouvelle route commerciale passant par Tbilissi pour rivaliser contre les routes de Bagdad-Alep et de Tabriz-Erzurum et cherche des investissements occidentaux. Il invite de nombreuses délégations commerciales en Géorgie, dont celle de Jean Chardin, qui représente la nouvelle Compagnie française des Indes orientales et qui visite la Géorgie en 1672-1673. C'est finalement la Perse qui empêche un accord d'être signé entre le royaume de Karthli et la Compagnie.

## VakhtangVet la culture

Édition de La Vie de la Karthli de la reine Mariam.

Chah Navaz Khan est musulman depuis au moins 1653, mais ne laisse pas sa religion influencer sa politique culturelle. Sous son règne, les femmes de Tbilissi doivent porter le voile, mais aucune conversion n'est forcée, le porc et le vin sont abondants à travers le royaume (contrairement à la Perse) et la seule mosquée de la capitale se situe au sein de la citadelle royale. En réalité, Vakhtang V utilise son pouvoir pour largement influencer l'Église orthodoxe géorgienne. En 1660, il nomme son neveu, Domentios III, catholicos de Géorgie et celui-ci reçoit le droit de protéger la religion orthodoxe.
Sous le règne de Vakhtang, 14 églises (dont huit arméniennes) opèrent dans la capitale. Les autorités persanes tentent à plusieurs reprises de construire une mosquée publique à Tbilissi mais doivent faire face à de larges révoltes populaires. C'est cette nature indisciplinée qui autorise la Géorgie de préserver un certain degré d'autonomie au sein de l'empire perse. L'évêque Joseph II de Tbilissi prend son siège en 1662 et commence une ère de renaissance littéraire et poétique sous sa protection. Joseph II est lui-même l'auteur d'un poème épique sur la vie de Georges Saakadzé.
Afin de se rapprocher de l'Occident, Vakhtang ouvre une nouvelle page dans les relations entre la Géorgie et le monde catholique. Il inaugure un programme, en partenariat avec Rome, pour autoriser l'ouverture de missions catholiques en Karthli afin d'enseigner le grec, l'italien et le géorgien à travers le royaume. Vakhtang V parraine lui-même les études à Rome de 25 étudiants géorgiens par année. Les Frères mineurs capucins entretiennent de proches relations avec la reine Mariam et construisent une chapelle catholique dans son jardin. Des danseurs et chanteurs italiens et espagnols se produisent souvent à la cour royale, tandis que le roi nomme les Italiens Epifalo et Rafaello di Parma comme ses docteurs personnels. Le roi fait venir d'Europe des artistes, missionnaires et docteurs et les paient régulièrement en vin et esclaves.
Lui-même bien éduqué, Vakhtang V promeut les arts et les lettres. La reine Mariam fait publier une nouvelle édition du texte médiéval La Vie de la Karthli. Son fils Artchil introduit l'art théâtral en Géorgie, rédigeant une pièce recréant un dialogue anachronique entre Teïmouraz de Kakhétie et l'auteur médiéval Chota Roustaveli. Des carnivals burlesques et des reconstitutions de guerre sont souvent organisés à la cour royale. La poésie géorgienne connaît une légère renaissance sous son règne, mais les poèmes de l'époque sont largement médiocres : le plus fameux, le Chahnavaziani de l'esclave royal Péchangue Khitarichvili, composé de 5 000 vers de 16 syllabes, raconte le règne de Vakhtang de 1658 à 1665 et est plus notable pour son récit historique que pour sa qualité poétique. Ce texte sera traduit en français en 1858 par Marie-Félicité Brosset.

### Le palais royal

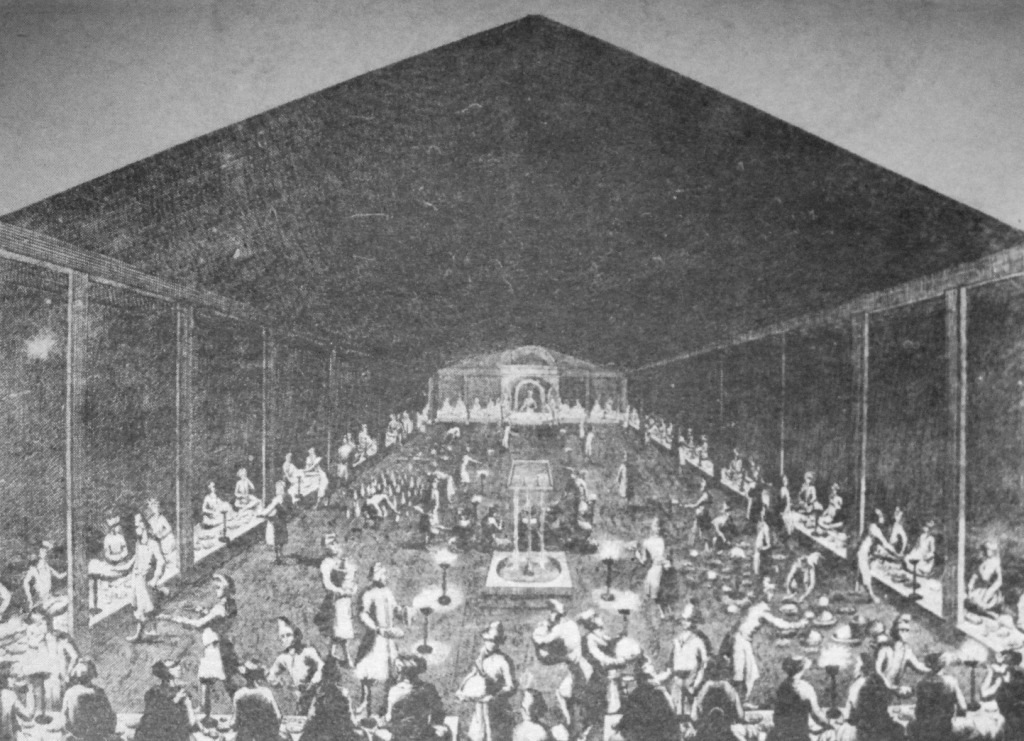
Banquet au palais royal de Vakhtang V.

Avant le déménagement vers 1675 de la cour royale hors de Tbilissi, Vakhtang V réside dans un palais majestueux au centre de la capitale. Jean Chardin, qui visite la capitale géorgienne en 1672-1673, décrit en détail ce palais : 
« Le palais du prince est aussi sans contredit, un des plus beaux ornements de Tiflis. Il a de grands salons qui donnent sur le fleuve et sur les jardins du palais qui sont fort grands. Il y a des volières remplies d'un grand nombre d'oiseaux de différentes espèces, un grand chenil, et la plus belle fauconnerie que l'on puisse voir. Au devant de ce palais, il y a une place carrée, où il peut tenir près de mille chevaux. Elle est entourée de boutiques, et aboutit à un long bazar, vis-à-vis de la porte et la façade du palais vues du haut de ce bazar.

Il y a peu de bains dans la ville, parce que chacun va aux bains d'eau chaude qui sont dans la forteresse. L'eau de ces bains est minérale, sulfurée et très chaude… »
Adjacent au palais royal est la résidence du gouverneur séfévide de Kakhétie, autrefois servant de résidence secondaire au roi Artchil.

## Hommage
Les auteurs contemporains de Vakhtang V, dont Péchangue et Pharsadan Guiorguidjanidzé, le présentent comme un souverain exemplaire, particulièrement grâce à son plus grand accomplissement : la réunification, néanmoins temporaire, de la Géorgie. Il est souvent souvenu comme un monarque guerrier qui n'hésite pas à combattre sur le champ de bataille. Péchangue le décrit comme « agile comme le tigre, fort comme le lion, semblable à la lune en son plein, il ne trouvait pas d'arc assez vigoureux pour son poignet; il ne craignait pas d'attaquer un lion, se distinguait au jeu de mail, relançait les bêtes fauves, chantait dans un banquet de façon à dissiper tout chagrin ».

Son arrière-petit-fils Vakhoucht Bagration lui consacre un éloge au début du XVIIIe siècle : 
« Or le roi Vakhtang était robuste, énergique, de bonne mine, experimenté dans la guerre, intrépide, tireur et cavalier distingué dans l'hippodrome ; calculateur non moins profond qu'orateur et politique ; généreux, compatissant envers les veuves et les orphelines, il se fâchait modérement et connaissait la clémence ; enfin il était heureux dans ses entreprises, autant que religieux. Il organisa le Karthli et la Kakhétie, posséda l'Iméréthie temporairement et y fit par intervalles reconnaître ses lois et son influence, enfin la Meskhie lui était soumise. Il restaura et repeupla le Karthli, la Trialétie, le Tachir, l'Abotsi, qui étaient sans habitants, fit prospérer la religion chrétienne et les églises, et s'efforca de remettre sur l'ancien pied tout ce qu'avait détruit Rostom. En effet, du temps de ce prince, on avait honte de participer au corps et au sang de N.S. Jésus Christ, mais lui, avec l'aide du catholicos Domentios, ramena l'usage de la confession et de la communion. »
Donald Rayfield parle de Vakhtang comme un monarque compatissant, malgré l'usage routinier de l'aveuglement comme punition royale et la décapitation des soldats touchétiens rebelles en 1665. W.E.D. Allen fait de Chah Navaz Khan un homme distingué, intelligent, guerrier et culturel ; il le traite comme l'une des plus grandes figures politiques de son époque, non seulement dans le Caucase mais à travers l'Empire séfévide. La dynastie fondée par Vakhtang représente une nouvelle classe politique, une série de monarques dont l'intelligence et la diplomatie remplace l'héroïsme erratique des anciens rois géorgiens. David Marshall Lang considère Vakhtang comme l'un des rois les plus capables de la fin de la monarchie géorgienne et écrit que son prestige personnel fait de lui une personnalité respectée à travers le Moyen-Orient.